# Liste der Biografien/Bat
Liste der Biografien |
Portal Biografien |
Personensuche
# |
A |
B |
C |
D |
E |
F |
G |
H |
I |
J |
K |
L |
M |
N |
O |
P |
Q |
R |
S |
T |
U |
V |
W |
X |
Y |
Z |
?
 
Ba |
Be |
Bd |
Bg |
Bh |
Bi |
Bj |
Bl |
Bm |
Bn |
Bo |
Br |
Bs |
Bu |
Bw |
By |
Bz
 
Baa |
Bab |
Bac |
Bad |
Bae |
Baf |
Bag |
Bah |
Bai |
Baj |
Bak |
Bal |
Bam |
Ban |
Bao |
Bap |
Baq |
Bar |
Bas |
Bat |
Bau |
Bav |
Baw |
Bax–Baz
Die Liste der Biografien führt alle Personen auf, die in der deutschsprachigen Wikipedia einen Artikel haben. Dieses ist eine Teilliste mit 905 Einträgen von Personen, deren Namen mit den Buchstaben „Bat“ beginnt.

## Bat
- Bat for Lashes (* 1979), britische Songwriterin
- Bat-Adam, Michal (* 1945), israelische Schauspielerin, Regisseurin und Drehbuchautorin
- Bat-Dori, Shulamit (1904–1985), russisch-israelische Regisseurin, Dramaturgin und Theaterschauspielerin
- Bat-Erdene, Badmaanyambuugiin (* 1964), mongolischer Politiker
- Bat-Miriam, Jocheved (1901–1980), russisch-israelische Dichterin

### Bata
- Bata, Augustin (* 1980), französischer Taekwondoin
- Bata, Dzarma (* 1993), nigerianischer Fußballspieler
- Baťa, Jan (1898–1965), tschechisch-brasilianischer Unternehmer
- Bata, Sonja (1926–2018), schweizerisch-kanadische Architektin
- Baťa, Tomáš (1876–1932), böhmisch-tschechischer Unternehmer, Begründer des Baťa-SchuhkonzernsTomáš Baťa (1876–1932)

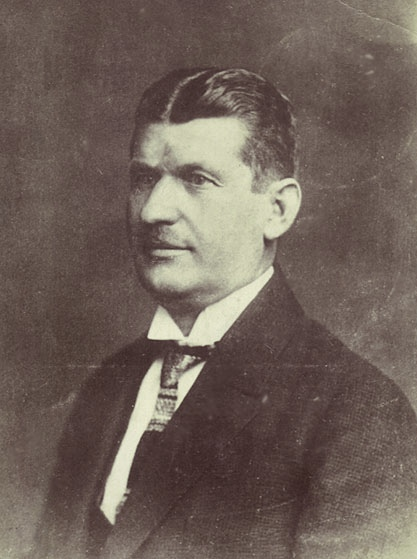
Tomáš Baťa (1876–1932)

- Batagelj, Polona (* 1989), slowenische Radrennfahrerin
- Batahaliye, nubische Königin
- Batahow, Arsenij (* 2002), ukrainischer Fußballspieler
- Bataille, Annie (1952–2014), französische Fußballspielerin
- Bataille, Gabriel († 1630), französischer Lautenist und Komponist
- Bataille, Georges (1897–1962), französischer Schriftsteller und PhilosophGeorges Bataille (1897–1962)

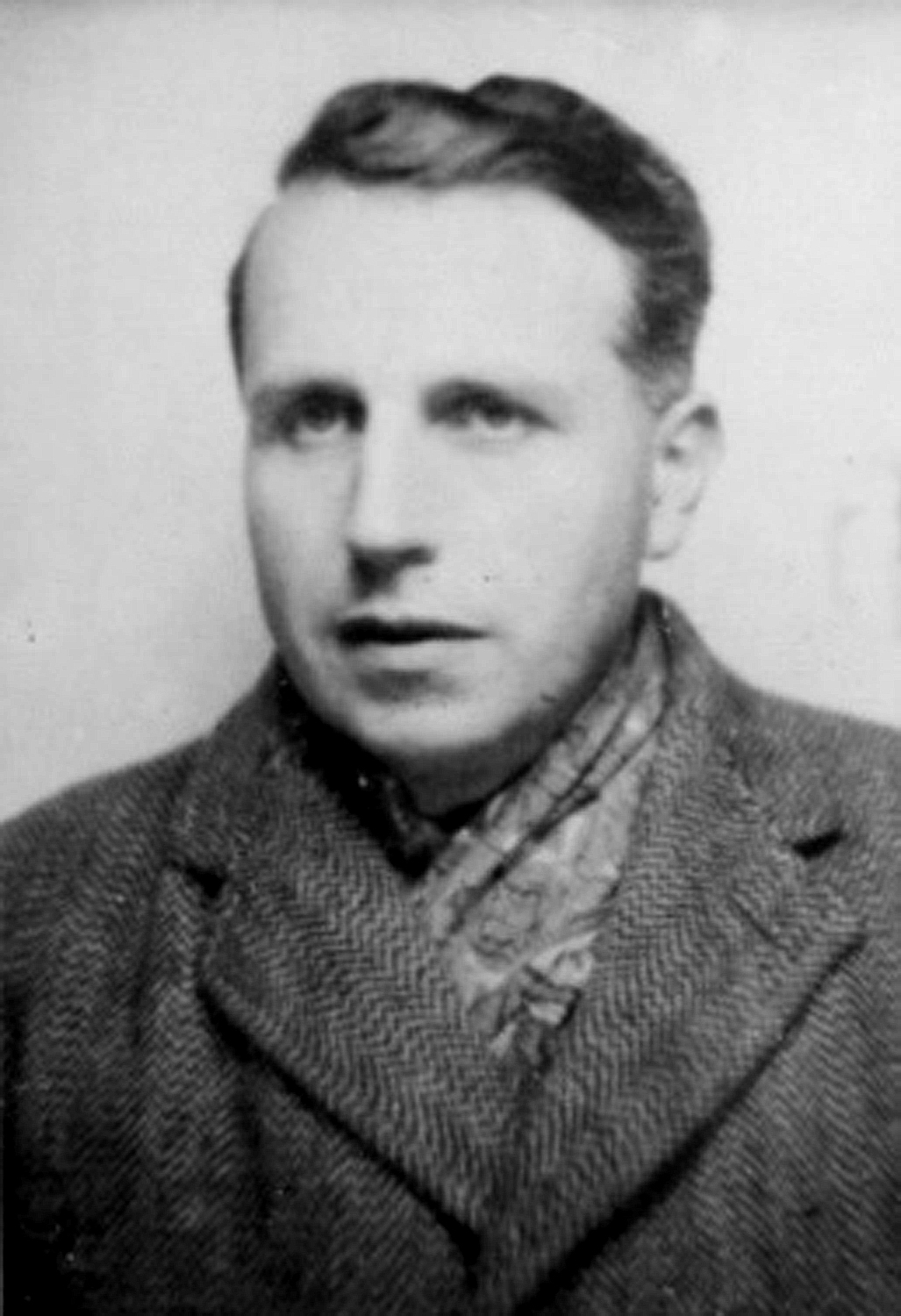
Georges Bataille (1897–1962)

- Bataille, Henry (1872–1922), französischer Schriftsteller
- Bataille, Jelle (* 1999), belgischer Fußballspieler
- Bataille, Juliette Élisa (1896–1972), französische Künstlerin der Art brut
- Bataille, Léon (1920–2004), belgischer Fernsehjournalist
- Bataille, Marie-Louise (1889–1966), französische Kunsthistorikerin, Kunstkritikerin, Literatin, Lyrikerin und Übersetzerin
- Bataille, Matthieu (* 1978), französischer Judoka und Kampfrichter
- Bataille, Michel (1926–2008), französischer Schriftsteller und Architekt
- Bataille, Nicolas, französischer Teppichweber
- Bataille, Sylvain (* 1964), französischer Geistlicher, Bischof von Saint-Étienne
- Bataille, Sylvia (1908–1993), französische Filmschauspielerin
- Batailler, Aline (* 1965), französische Judoka
- Batailler, François de (1617–1701), französischer Kapuziner und Bischof von Bethlehem
- Bataillon, Laure (1928–1990), französischer Übersetzer
- Bataillon, Marcel (1895–1977), französischer Romanist und Hispanist
- Batajen, Benjamin Leonidowitsch (1910–1989), sowjetischer Radrennfahrer
- Batak, Aleksa (* 2000), serbischer Volleyballspieler
- Batakian, Manuel (1929–2021), griechischer Ordensgeistlicher, armenisch-katholischer Bischof von Our Lady of Nareg in New York
- Bataković, Dušan (1957–2017), serbischer Historiker und Diplomat
- Batalha Henriques, Daniel (1966–2022), portugiesischer römisch-katholischer Geistlicher und Weihbischof in Lissabon
- Batalha, Natalie (* 1966), US-amerikanische Astrophysikerin
- Batali, Mario (* 1960), US-amerikanischer Koch und GastronomMario Batali (* 1960)

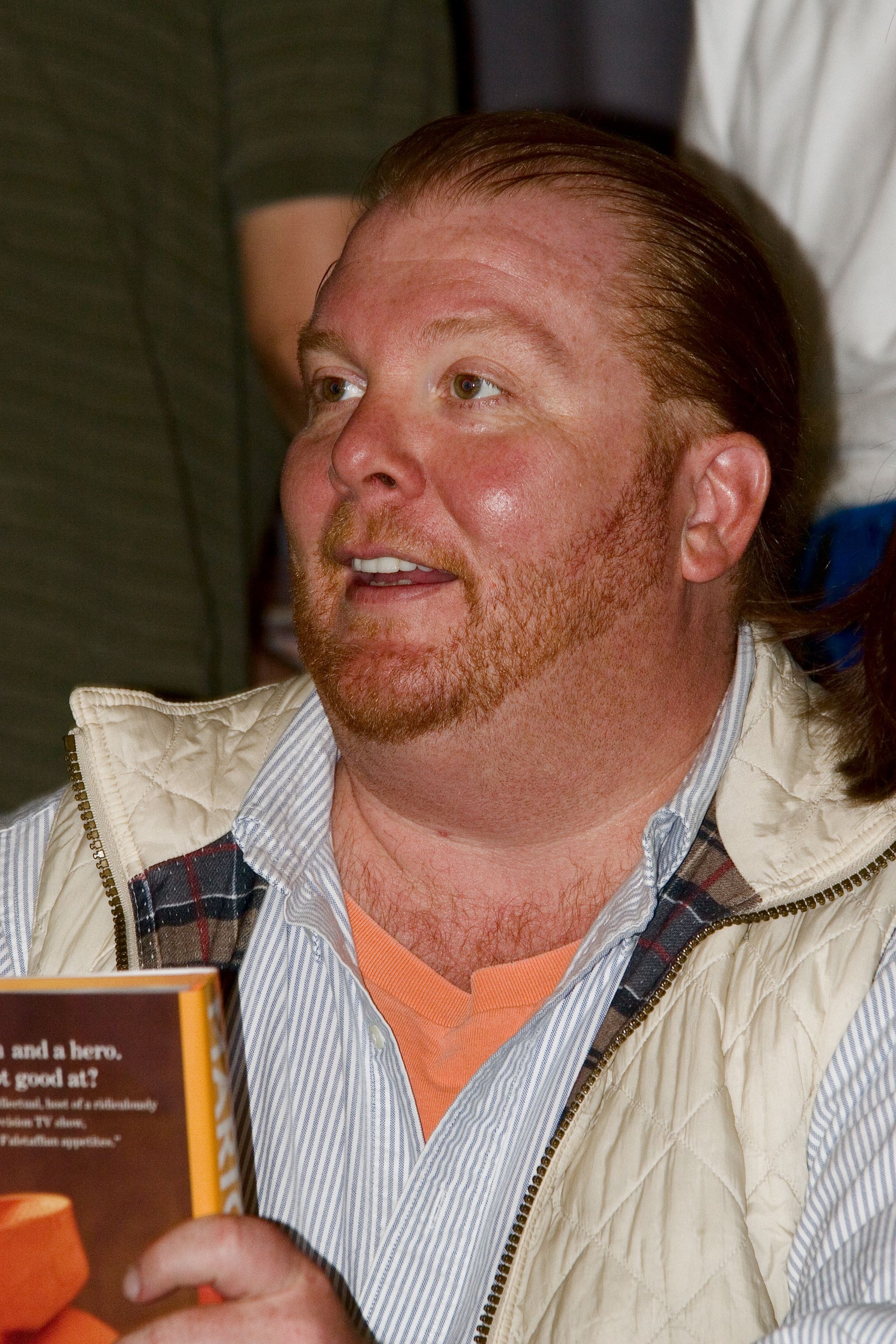
Mario Batali (* 1960)

- Batalia, Maple (1992–2011), indisch-kanadische Schauspielerin
- Batalin, Igor Anatoljewitsch (* 1945), russischer theoretischer Physiker
- Batalina, Olga Jurjewna (* 1975), russische Politikerin
- Batalion, Judy (* 1977), kanadische Schriftstellerin
- Batalla i Nogués, Dolors (* 1969), spanische Bürgermeisterin
- Batalla, Hugo (1926–1998), uruguayischer Politiker und Vizepräsident
- Batalla, Pablo (* 1984), argentinischer Fußballspieler
- Batalla, Perla, US-amerikanische Singer-Songwriterin mit mexikanischen Wurzeln
- Batalon, Jacob (* 1996), US-amerikanischer SchauspielerJacob Batalon (* 1996)

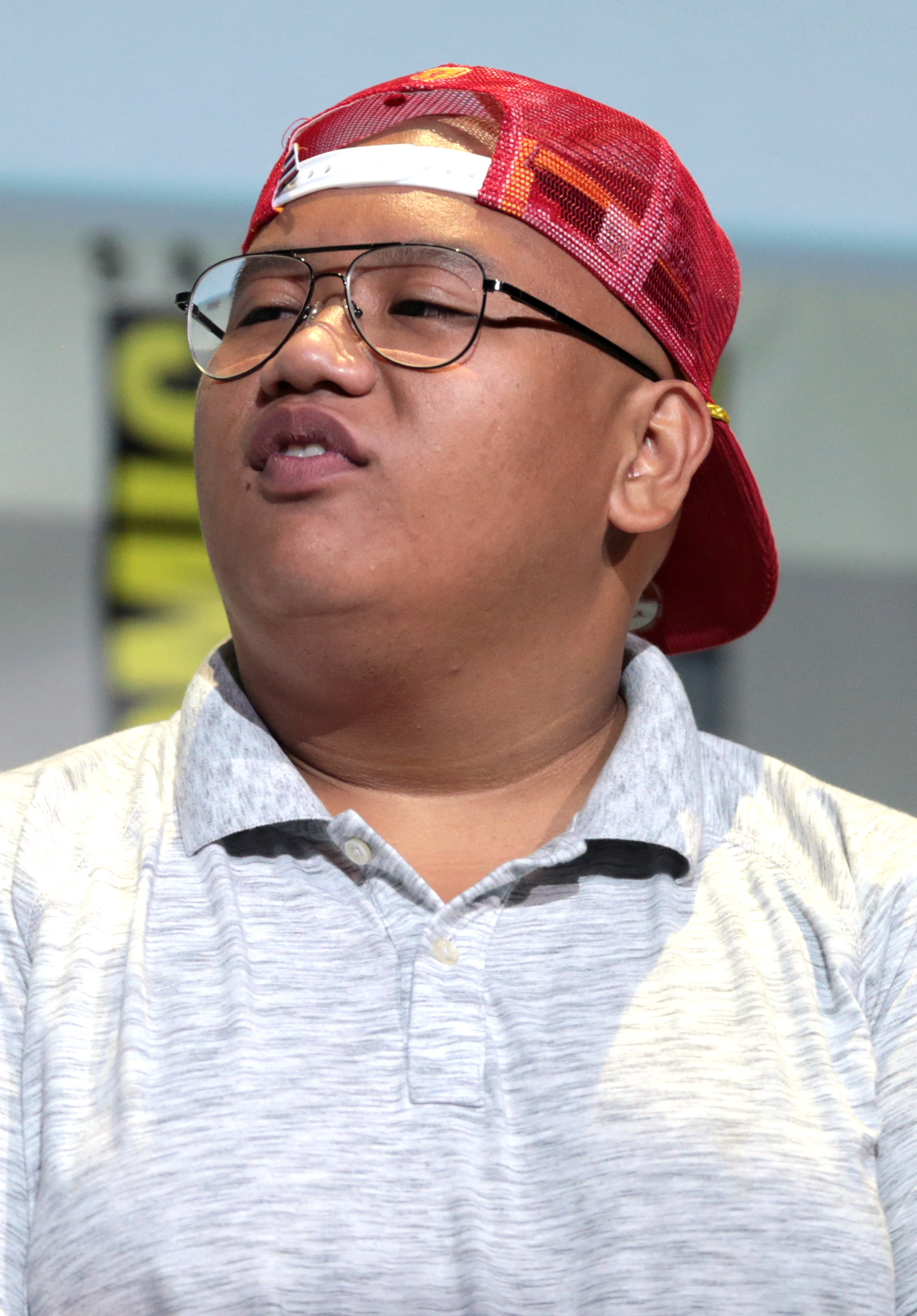
Jacob Batalon (* 1996)

- Batalow, Alexei Wladimirowitsch (1928–2017), sowjetischer und russischer Schauspieler, Regisseur und Drehbuchautor
- Batalow, Amandyq (* 1952), kasachischer Politiker
- Batalow, Nikolai Petrowitsch (1899–1937), sowjetischer Schauspieler
- Batalowa, Jelena Alexejewna (* 1964), russische Freestyle-Skisportlerin
- Batamboc, Jean Tarcisius (* 1987), kamerunischer Leichtathlet
- Batambuze, Iddi (* 1972), ugandischer Fußballspieler
- Batambuze, Shafik (* 1994), ugandischer Fußballspieler
- Batan, Stefan (* 1985), schwedischer Fußballspieler
- Batandschiew, Christo († 1913), bulgarischer Revolutionär
- Batangdon, Joseph (* 1978), kamerunischer Leichtathlet
- Batanides, Arthur (1922–2000), US-amerikanischer Schauspieler
- Batanov, Ivan (* 2000), deutscher Volleyballspieler
- Batanow, Boris Alexejewitsch (1934–2004), russischer Fußballspieler
- Batantu, Barthélémy (1925–2004), kongolesischer Geistlicher, katholischer Erzbischof von Brazzaville
- Batany, Jean (1928–2012), französischer Romanist und Mediävist
- Batarda, Beatriz (* 1974), portugiesische Schauspielerin
- Batarilo, Anna (* 1981), deutsche Schauspielerin
- Batarnay, Imbert de († 1523), französischer Adliger und Diplomat
- Batat, Walaa, palästinensische Universitätsdozentin, Journalistin, Moderatorin und Sängerin
- Batata (* 1979), polnischer Fußballspieler
- Batata, Roberto (1949–1976), brasilianischer Fußballspieler
- Batata, Rodrigo (* 1977), brasilianischer Fußballspieler
- Batatina, Tahir (* 1977), kosovarischer Fußballtrainer
- Batayeh, Mike (1970–2023), US-amerikanischer Schauspieler und Komiker

### Batb
- Batbajan, bulgarischer Khan vom Hause Dulo
- Batbajar, Wanduin (* 1950), mongolischer Boxer
- Batbajaryn Enchchüslen (* 2001), mongolische Schwimmerin
- Batberger, Reinhold (* 1946), deutscher Schriftsteller
- Batbie, Anselme Polycarpe (1828–1887), französischer Rechtswissenschaftler, Hochschullehrer und Politiker, Mitglied der Nationalversammlung
- Batbie, John J. Jr. (* 1946), US-amerikanischer Offizier, Generalmajor der US Air Force
- Batbileg, Anand (* 2001), deutscher Schauspieler
- Batbileg, Galsandordschiin (* 1952), mongolischer Boxer
- Batbold, Solongo (* 1996), mongolische Sprinterin
- Batbold, Süchbaataryn (* 1963), mongolischer Politiker und Premierminister
- Batboldyn, Baldschinnjam (* 1999), mongolischer Fußballspieler
- Batby, Alessandro (* 2001), französischer Skispringer

### Batc
- Batch, Colin (* 1958), australischer Hockeyspieler und -trainer
- Batcheff, Pierre (1901–1932), französischer Schauspieler
- Batchelder, Joseph (* 1938), US-amerikanischer Segler
- Batchelor, Chris (* 1962), britischer Trompeter und Komponist des Modern Jazz
- Batchelor, David (* 1955), schottischer Künstler und Autor
- Batchelor, Erica (* 1933), britische Eiskunstläuferin
- Batchelor, George Keith (1920–2000), australischer Mathematiker und Physiker
- Batchelor, Jeff (* 1988), kanadischer Snowboarder
- Batchelor, John (1855–1944), Missionar bei den Ainu in Japan
- Batchelor, John Calvin (* 1948), US-amerikanischer Autor
- Batchelor, Lee (1865–1911), australischer Politiker und Außenminister
- Batchelor, Roland (1889–1990), britischer Maler
- Batchelor, Stephen (* 1953), britischer Buddhist und AutorStephen Batchelor (* 1953)

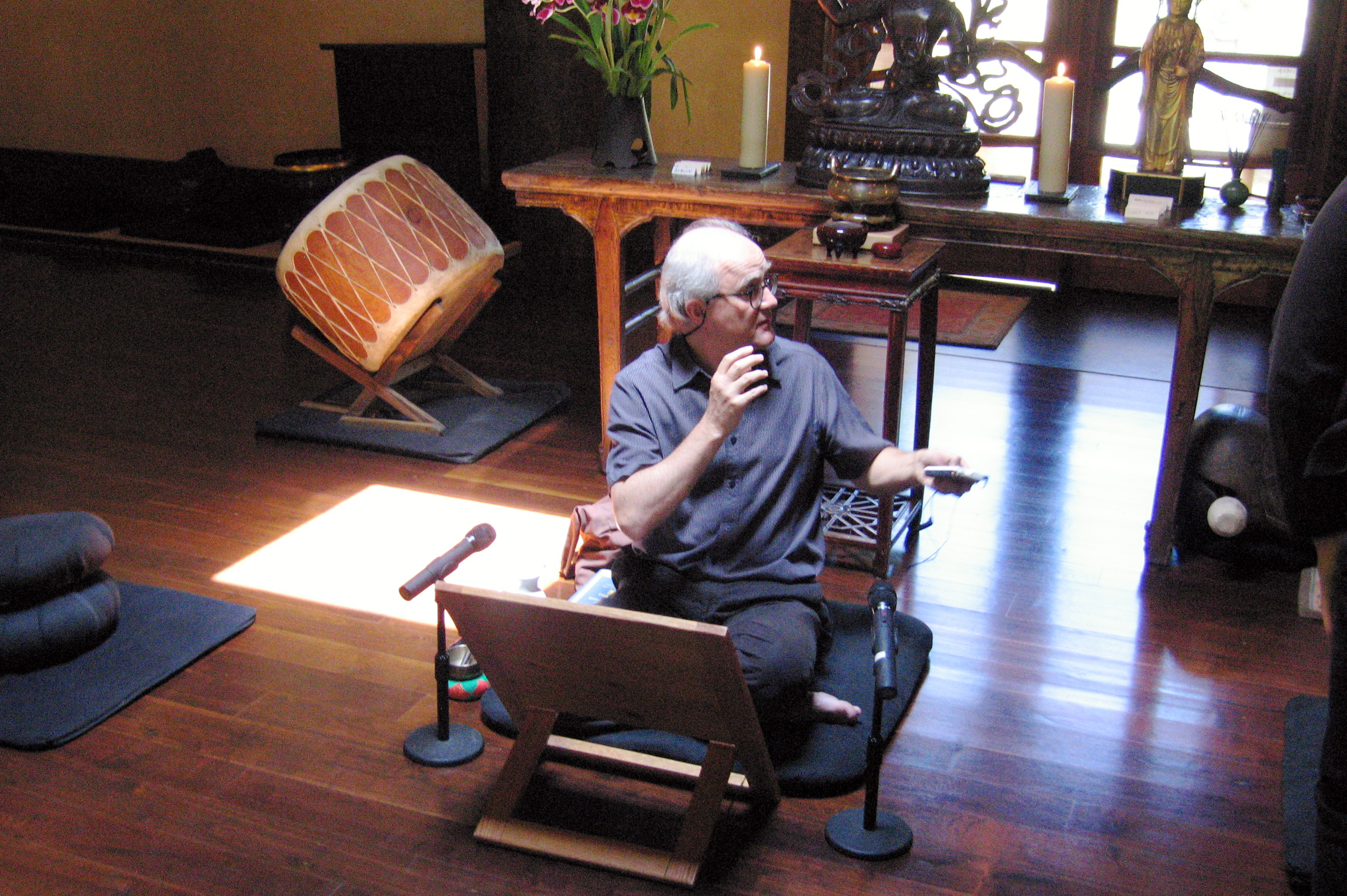
Stephen Batchelor (* 1953)

- Batchelor, Stephen (* 1961), englischer Hockeyspieler
- Batcher, Ken (1935–2019), US-amerikanischer Computeringenieur

### Batd
- Batdal, Mehmet (* 1986), türkischer Fußballspieler
- Batdawaa, Mönchbatyn (* 1995), mongolischer Badmintonspieler
- Batdschargal, Gunaadschawyn (* 1966), mongolischer Diplomat

### Bate
- Bate Tichenor, Bridget (1917–1990), mexikanische Malerin des Surrealismus
- Bate, Anthony (1927–2012), britischer Schauspieler
- Bate, Charles Spence (1819–1889), britischer Zoologe und Zahnarzt
- Bate, Dorothea (1878–1951), britische Paläontologin und Zoologin
- Bate, George (1608–1669), englischer Arzt
- Bate, Jonathan (* 1958), britischer Anglist, Philologe und Hochschullehrer
- Bate, Lauren (* 1999), britische Bahnradsportlerin
- Bäte, Ludwig (1892–1977), deutscher Schriftsteller, Kulturhistoriker
- Bäte, Oliver (* 1965), deutscher Manager in der VersicherungswirtschaftOliver Bäte (* 1965)

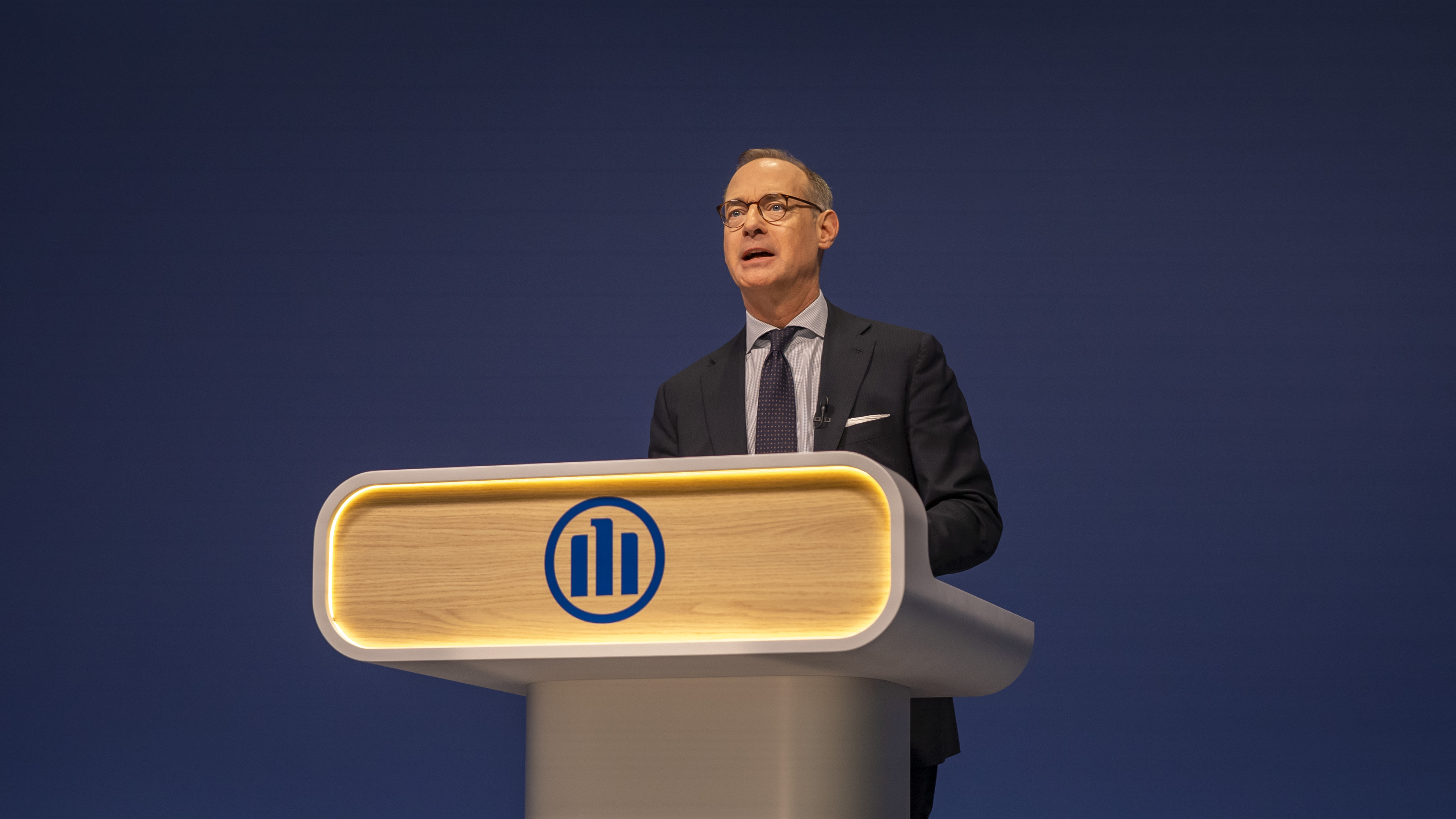
Oliver Bäte (* 1965)

- Bate, Shaun (* 1984), deutscher DJ, Produzent und Labelbesitzer
- Bate, Stanley (1911–1959), englischer Komponist
- Bate, Tyler (* 1997), englischer Wrestler
- Bate, William B. (1826–1905), US-amerikanischer Politiker und General
- Bateau, Laurent, französischer Theater- und Filmschauspieler
- Bateau, Sheldon (* 1991), Fußballspieler aus Trinidad und Tobago
- Batebi, Ahmad (* 1977), iranischer politischer Aktivist
- Bateer, Mengke (* 1975), chinesischer Basketballspieler
- Batek, Dariusz (* 1986), polnischer Radrennfahrer
- Batel, Wilhelm (1922–2004), deutscher Ingenieur
- Batelaan, Kelsey (* 1995), US-amerikanisches Model und ehemalige Kinderdarstellerin
- Batelić, Franka (* 1992), kroatische Sängerin
- Batelier, Franky (* 1978), französischer Triathlet
- Batem (* 1960), belgischer Comicautor
- Bateman Cayón, Jaime (1940–1983), kolumbianischer Guerilla-Kämpfer, Mitbegründer und Kommandant des Movimiento 19 de abril (M-19)Jaime Bateman Cayón (1940–1983)

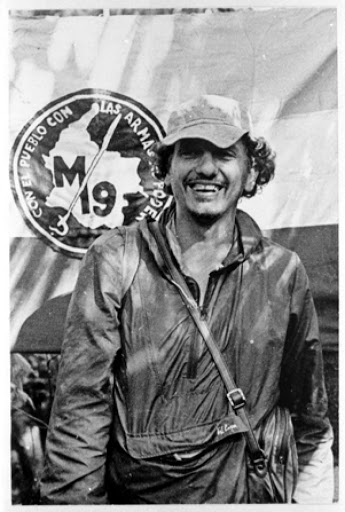
Jaime Bateman Cayón (1940–1983)

- Bateman, C. Donald (1932–2023), kanadisch-US-amerikanischer Ingenieur
- Bateman, Charles (1922–2004), US-amerikanischer Jazzpianist
- Bateman, Colin (* 1962), nordirischer Schriftsteller und Krimiautor
- Bateman, Doug (* 1954), US-amerikanischer Rennrodler
- Bateman, Edgar (1929–2010), US-amerikanischer Jazz-Schlagzeuger
- Bateman, Ephraim (1780–1829), US-amerikanischer Politiker
- Bateman, Gabriel (* 2004), US-amerikanischer Schauspieler
- Bateman, H. M. (1887–1970), britischer Zeichner, Karikaturist und Cartoonist
- Bateman, Harry (1882–1946), britisch-amerikanischer Mathematiker
- Bateman, Herbert H. (1928–2000), US-amerikanischer Politiker
- Bateman, James (1811–1897), britischer Botaniker
- Bateman, Jason (* 1969), US-amerikanischer Schauspieler, Film- und Fernsehregisseur sowie FilmproduzentJason Bateman (* 1969)

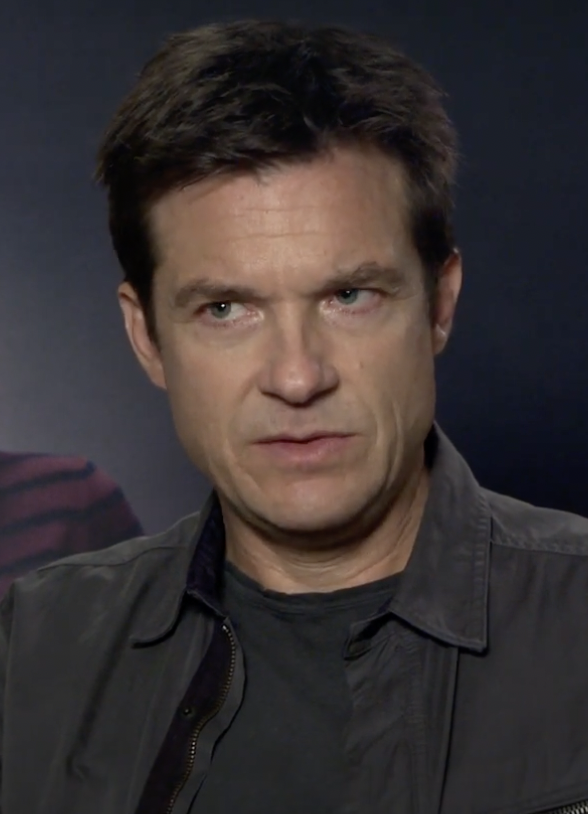
Jason Bateman (* 1969)

- Bateman, Justine (* 1966), US-amerikanische Schauspielerin
- Bateman, Kate Josephine (1842–1917), US-amerikanische Schauspielerin
- Bateman, Mary K. (1883–1961), englische Badmintonspielerin
- Bateman, Nick (* 1986), kanadisches Model und Schauspieler
- Bateman, Paul (1919–2012), US-amerikanischer Mathematiker
- Bateman, Phil (* 1962), britischer Radrennfahrer
- Bateman, Rashod (* 1999), US-amerikanischer American-Football-Spieler
- Bateman, Ray Jr. (1955–1990), US-amerikanischer Rennrodler
- Bateman, Robert (1842–1922), britischer Maler, Bildhauer und Illustrator
- Bateman, Robert McLellan (* 1930), kanadischer Naturmaler, Naturfotograf und Geograph
- Bateman, Sarah Blake (* 1990), isländische Schwimmerin
- Bateman, Steve, englischer Squashspieler
- Bateman, Talitha (* 2001), US-amerikanische Schauspielerin
- Bateman, Thelwyn (* 1944), britische Sprinterin, Mittel- und Langstreckenläuferin
- Bateman, Thomas (1778–1821), britischer Arzt und Pionier auf dem Gebiet der Dermatologie
- Bateman, Tom (* 1989), britischer SchauspielerTom Bateman (* 1989)

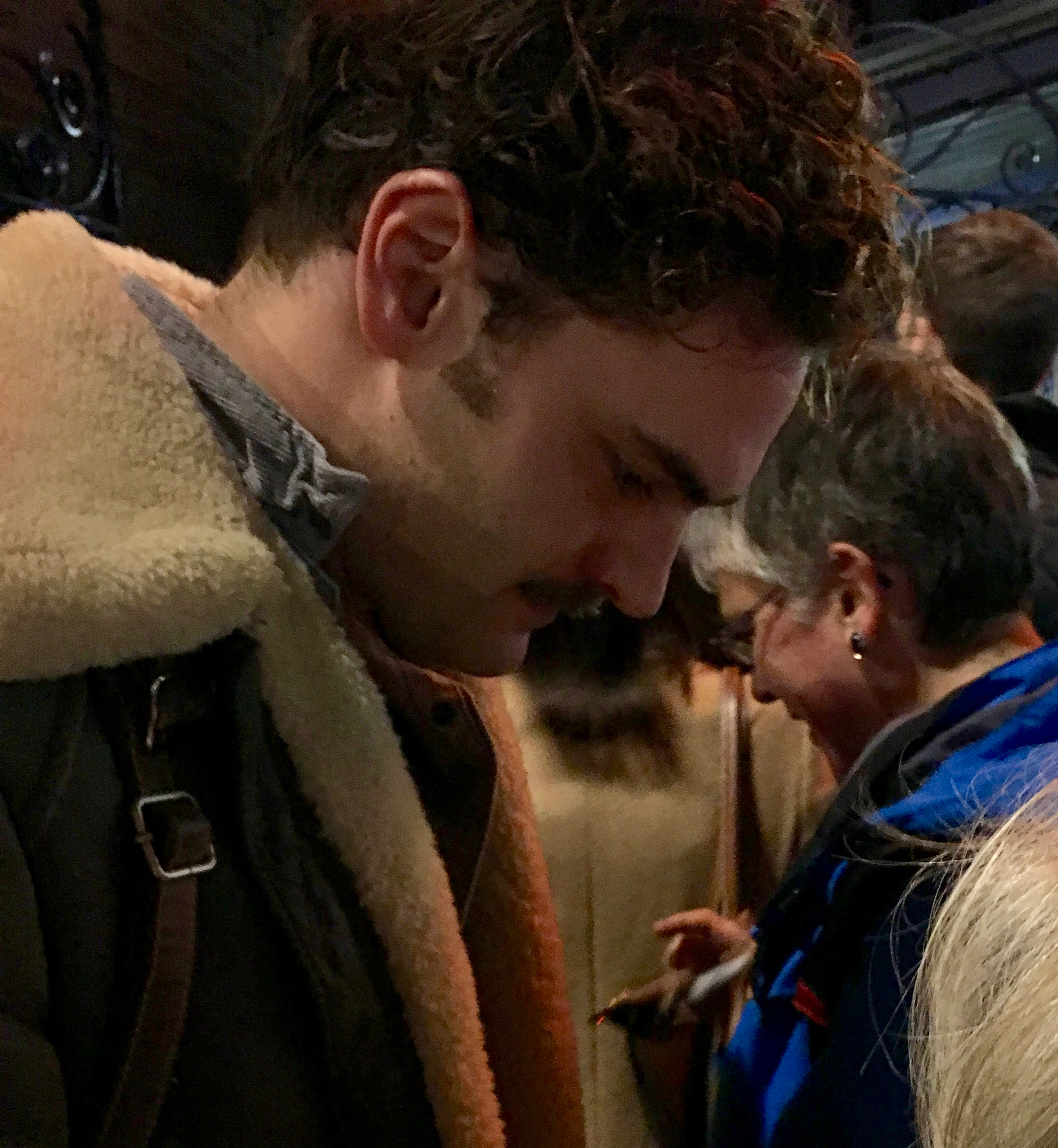
Tom Bateman (* 1989)

- Baten, Jörg (* 1965), deutscher Wirtschaftshistoriker
- Batenburg, Abraham Jacob van Imbijze van (1753–1806), niederländischer Gouverneur von Berbice und Essequibo
- Batenburg, Jan van († 1538), niederländischer Täufer, Führer der Batenburger (auch Zwaardgeesten)
- Batenkow, Gawriil Stepanowitsch (1793–1863), russischer Oberst und Schriftsteller
- Batereau, Gustav (1908–1974), deutscher Bauingenieur, Hochschullehrer und Rektor
- Baterowicz, Marek (* 1944), polnischer Schriftsteller und Übersetzer
- Bates, Al (1905–1999), US-amerikanischer Weitspringer
- Bates, Alan (1934–2003), britischer Schauspieler
- Bates, Arlo (1850–1918), US-amerikanischer Schriftsteller, Journalist und Hochschullehrer
- Bates, Arthur Laban (1859–1934), US-amerikanischer Politiker
- Bates, Audrey (1927–2014), britisch-amerikanische Mathematikerin und Programmiererin
- Bates, Barbara (1925–1969), US-amerikanische Schauspielerin
- Bates, Barrie (* 1969), walisischer Dartspieler
- Bates, Bert (1907–1976), britischer Filmeditor
- Bates, Bill (* 1961), US-amerikanischer American-Football-Spieler
- Bates, Billy (1855–1900), englischer Cricketspieler
- Bates, Billy Ray (* 1956), US-amerikanischer Basketballspieler
- Bates, Bob (1923–1981), amerikanischer Jazzbassist
- Bates, Bob (* 1953), US-amerikanischer Spielentwickler und Spieledesigner
- Bates, Brian (* 1944), britischer Psychologe
- Bates, Cary (* 1948), US-amerikanischer Comic- und Drehbuchautor
- Bates, Charlie (* 1994), britischer Jazzmusiker (Piano, Komposition) und Orchesterleiter
- Bates, Chic (1949–2025), englischer Fußballtrainer
- Bates, Clinton Owen (1858–1953), US-amerikanischer Chemiker
- Bates, Daisy (1859–1951), Protektorin der Aborigines in South Australia
- Bates, Daisy († 1999), US-amerikanische Journalistin und Bürgerrechtlerin
- Bates, David (1840–1921), englischer Landschaftsmaler
- Bates, David (1916–1994), britischer Astronom, Mathematiker und Physiker
- Bates, David (* 1945), britischer Historiker, Hochschullehrer und Schriftsteller
- Bates, David (* 1996), schottischer Fußballspieler
- Bates, Django (* 1960), britischer JazzmusikerDjango Bates (* 1960)

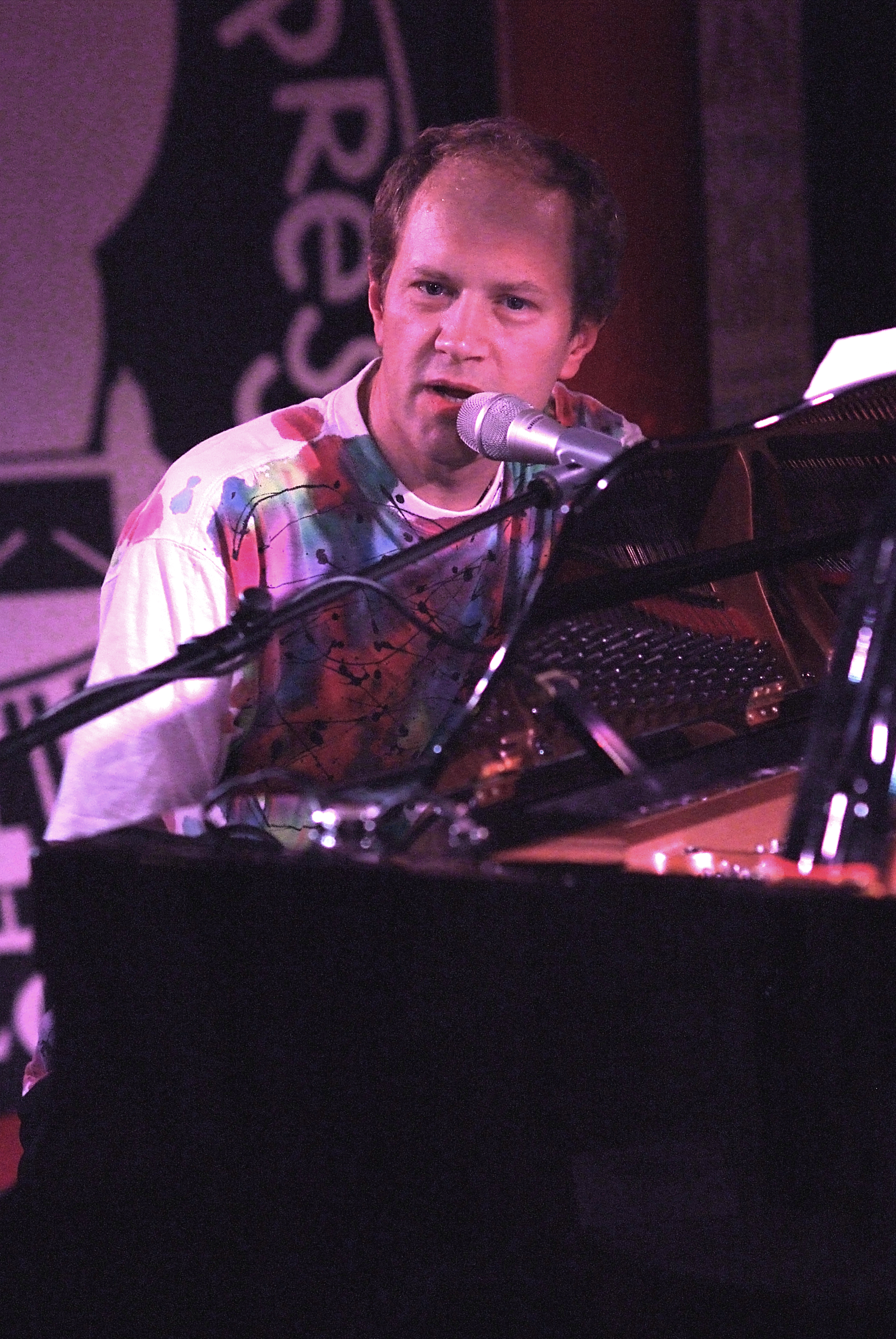
Django Bates (* 1960)

- Bates, Edward (1793–1869), US-amerikanischer Jurist und Politiker
- Bates, Evan (* 1989), US-amerikanischer Eiskunstläufer
- Bates, Florence (1888–1954), US-amerikanische Filmschauspielerin
- Bates, Frederick (1777–1825), US-amerikanischer Politiker, Gouverneur von Missouri
- Bates, Gene (* 1981), australischer Radrennfahrer
- Bates, George J. (1891–1949), US-amerikanischer Politiker
- Bates, George Latimer (1863–1940), US-amerikanisch-britischer Ornithologe, Botaniker und Naturforscher
- Bates, Harry (1850–1899), britischer Bildhauer
- Bates, Harry (1900–1981), US-amerikanischer Autor und Herausgeber
- Bates, Henry C. (1843–1909), US-amerikanischer Anwalt und Politiker, der der 40. Vizegouverneur von Vermont war (1898–1900)
- Bates, Henry M. (1808–1865), US-amerikanischer Politiker und Treasurer von Vermont
- Bates, Henry Walter (1825–1892), englischer Naturforscher, Evolutionsbiologe und Entomologe
- Bates, Herbert Ernest (1905–1974), englischer Schriftsteller
- Bates, Isaac C. (1779–1845), US-amerikanischer Politiker
- Bates, James (1789–1882), US-amerikanischer Politiker
- Bates, James T. (1844–1914), US-amerikanischer Geschäftsmann
- Bates, James Woodson (1788–1846), US-amerikanischer Politiker
- Bates, Jared L. (* 1941), US-amerikanischer Offizier, Generalleutnant der US-Army
- Bates, Jeanne (1918–2007), US-amerikanische Schauspielerin
- Bates, Jeremy (* 1962), britischer Tennisspieler
- Bates, Jessie (* 1997), US-amerikanischer American-Football-Spieler
- Bates, Jim (* 1941), US-amerikanischer Politiker
- Bates, Joe B. (1893–1965), US-amerikanischer Politiker
- Bates, John (1938–2022), britischer Modedesigner
- Bates, John C. (1842–1919), US-amerikanischer Generalleutnant
- Bates, John L. (1859–1946), US-amerikanischer Politiker
- Bates, John Mallory (1846–1930), US-amerikanischer Geistlicher und Botaniker
- Bates, Jonathan (1939–2008), britischer Tontechniker
- Bates, Joseph (1792–1872), gilt als Mitbegründer der Siebenten-Tags-Adventisten
- Bates, Katharine Lee (1859–1929), US-amerikanische Autorin und Liedtexterin
- Bates, Katherine (* 1982), australische Radrennfahrerin
- Bates, Kathy (* 1948), US-amerikanische SchauspielerinKathy Bates (* 1948)

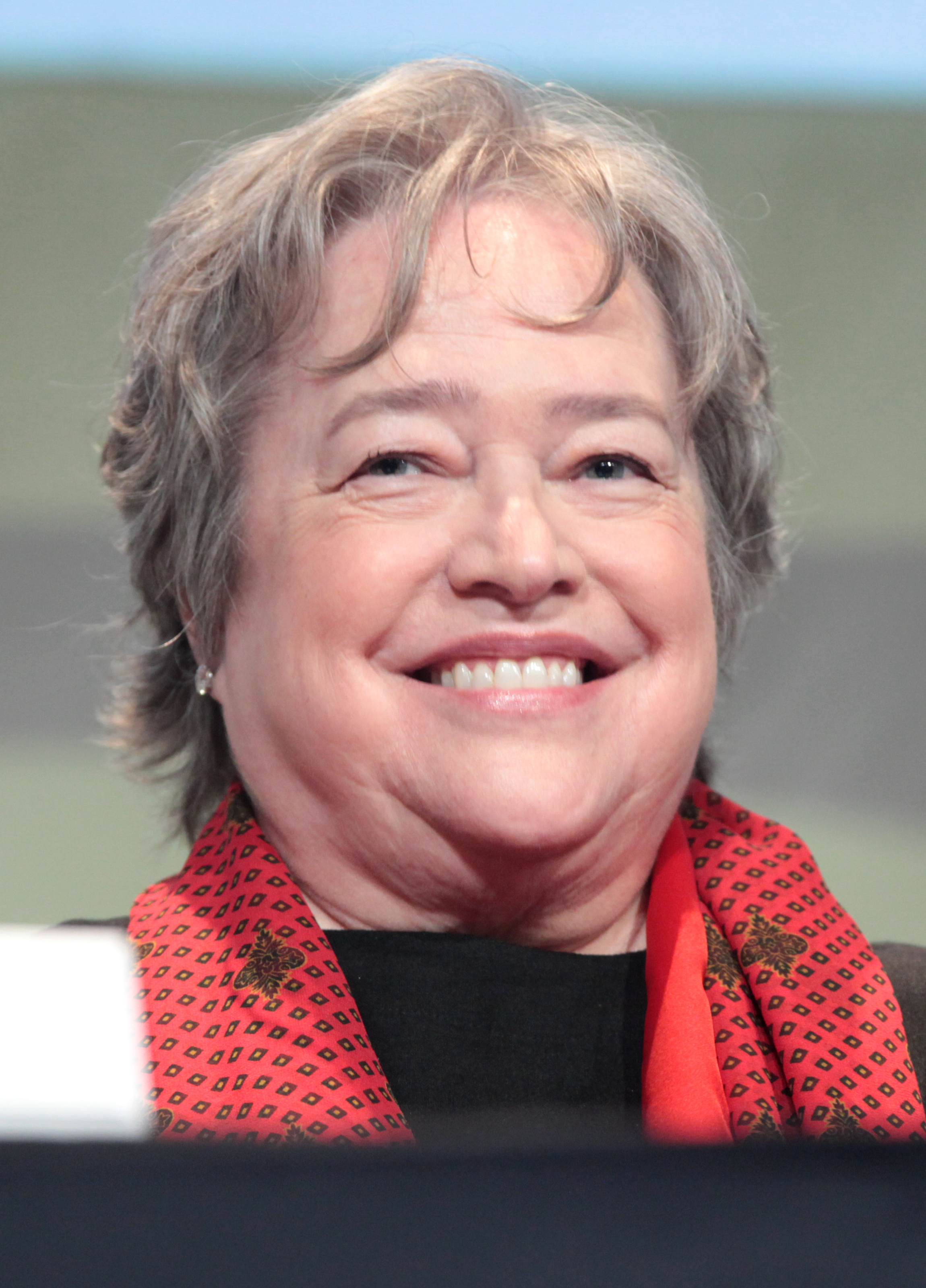
Kathy Bates (* 1948)

- Bates, Ken (* 1931), englischer Fußballfunktionär und Unternehmer
- Bates, L. C. (1904–1980), US-amerikanischer Journalist und Bürgerrechtler
- Bates, Laura (* 1986), britische Journalistin und Frauenrechtlerin
- Bates, Lindon (1883–1915), US-amerikanischer Kommunalpolitiker, Ingenieur und Autor
- Bates, Martin W. (1786–1869), US-amerikanischer Politiker (Demokratische Partei)
- Bates, Matthew (* 1986), englischer Fußballspieler und -trainer
- Bates, Michael, kanadischer Kontrabassist und Komponist
- Bates, Michael (1920–1978), britischer Schauspieler und Offizier
- Bates, Michael (* 1969), US-amerikanischer Sprinter und Footballspieler
- Bates, Michael, Baron Bates (* 1961), britischer Politiker (Conservative Party), Mitglied des House of Commons
- Bates, Mick (1947–2021), englischer Fußballspieler
- Bates, Mona (1889–1971), kanadische Pianistin und Musikpädagogin
- Bates, Morgan (1806–1874), US-amerikanischer Politiker
- Bates, Morris (1864–1905), englischer Fußballspieler
- Bates, Norman (1927–2004), US-amerikanischer Jazzbassist
- Bates, Orlando (* 1950), barbadischer Radrennfahrer
- Bates, Owen (* 2002), englischer Dartspieler
- Bates, Paddy Roy (1921–2012), britischer Betreiber eines Piratensenders und Gründer des Fürstentums Sealand
- Bates, R. C. (* 1946), US-amerikanischer Schauspieler
- Bates, Ralph (1899–2000), britischer Schriftsteller, Journalist und politischer Aktivist
- Bates, Ralph (1940–1991), britischer Schauspieler
- Bates, Shawn (* 1975), US-amerikanischer Eishockeyspieler
- Bates, Suzie (* 1987), neuseeländische Cricketspielerin
- Bates, Thomas, englischer Arzt
- Bates, Tracey (* 1967), US-amerikanische Fußballspielerin
- Bates, Tyler (* 1965), US-amerikanischer Musikproduzent, Komponist und MusikerTyler Bates (* 1965)

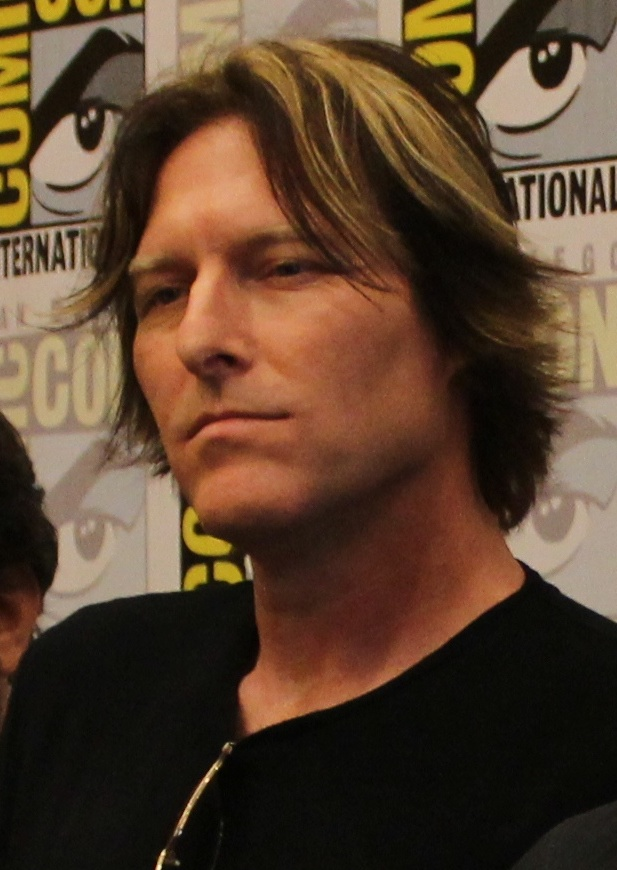
Tyler Bates (* 1965)

- Bates, William (1860–1931), US-amerikanischer Augenarzt
- Bates, William H. (1917–1969), US-amerikanischer Politiker
- Bateson, David (* 1960), britischer Schauspieler und Synchronsprecher
- Bateson, Gregory (1904–1980), angloamerikanischer Ethnologe, Kybernetiker und Philosoph
- Bateson, Jack (* 1994), englischer Boxer
- Bateson, Mary (1865–1906), britische Historikerin
- Bateson, Mary Catherine (1939–2021), US-amerikanische Kulturanthropologin
- Bateson, Melissa, englische Biologin und Hochschullehrerin
- Bateson, Patrick (1938–2017), britischer Zoologe und Wissenschaftsautor
- Bateson, Paul (* 1940), US-amerikanischer Mörder
- Bateson, Thomas (1570–1630), englischer Madrigalist
- Bateson, Timothy (1926–2009), englischer Schauspieler
- Bateson, William (1861–1926), britischer Genetiker
- Batet, Meritxell (* 1973), spanische Juristin und Politikerin
- Batey, Joey (* 1989), britischer Schauspieler sowie MusikerJoey Batey (* 1989)

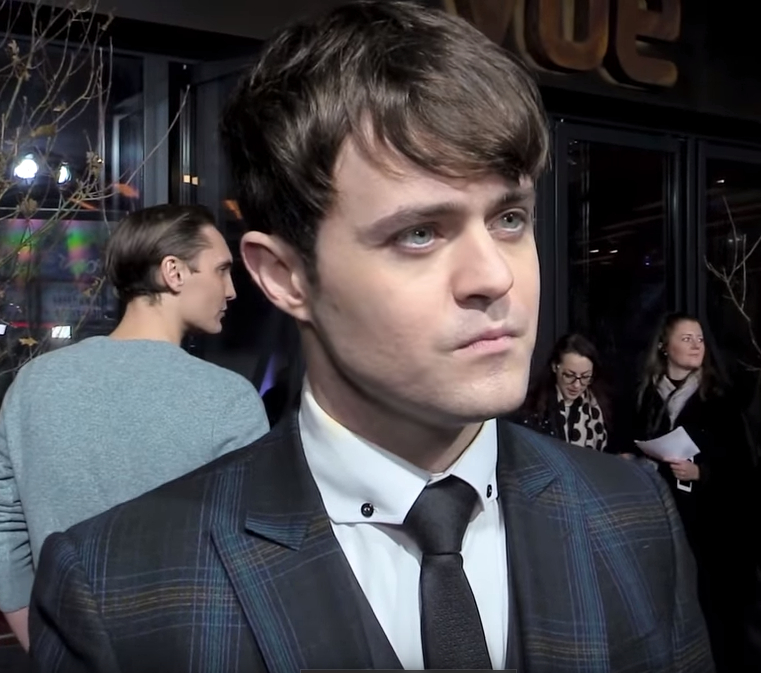
Joey Batey (* 1989)

- Batey, Keith (1919–2010), britischer Kryptologe

### Batg
- Bätge, Adolf (1886–1958), deutscher Heimatforscher
- Bätge, Daniel (* 1976), deutscher Bassist und RockmusikerDaniel Bätge (* 1976)

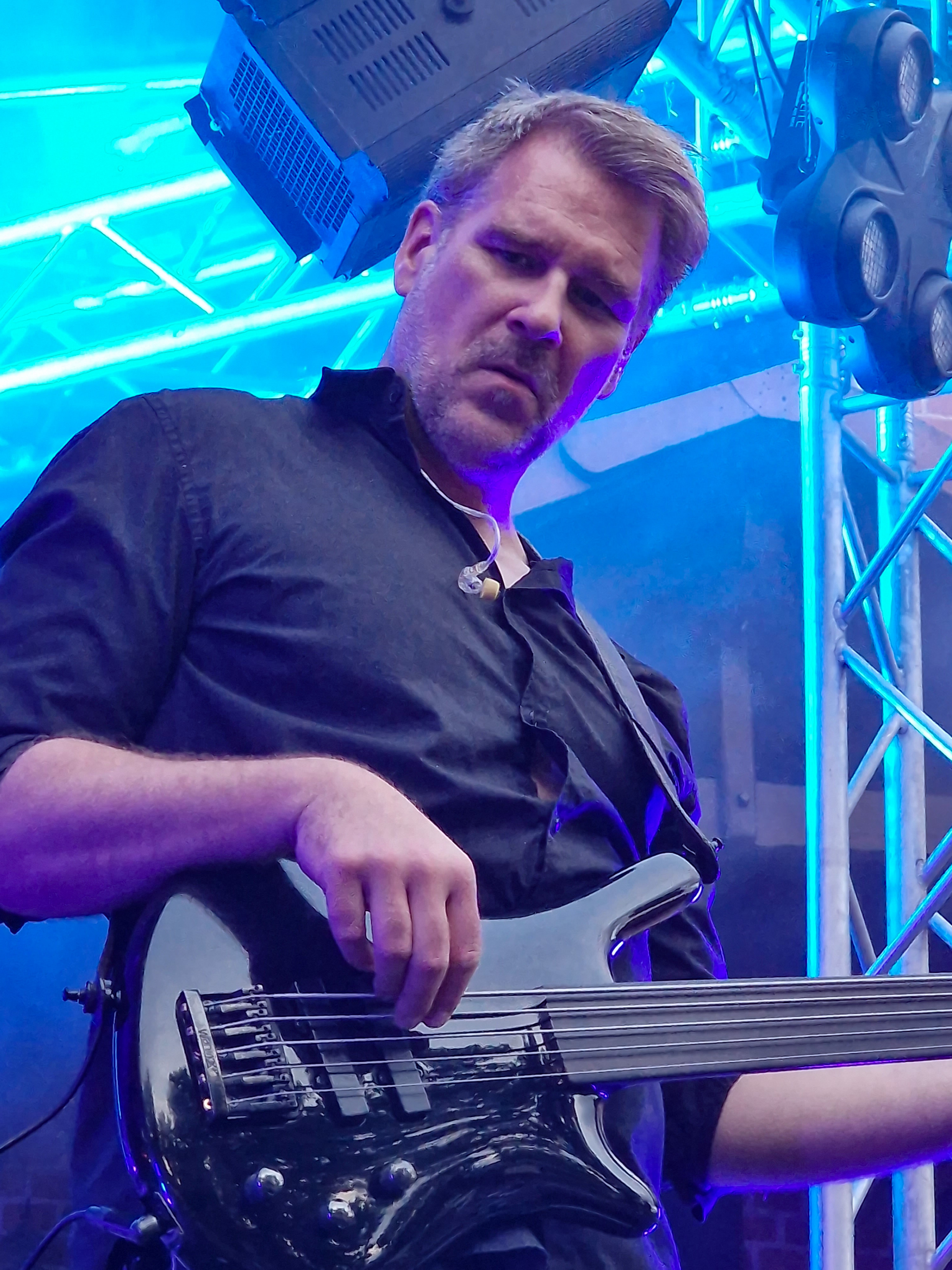
Daniel Bätge (* 1976)

- Bätge, Leon (* 1997), deutscher Fußballspieler

### Bath
- Bath, Corinna (* 1963), deutsche Mathematikerin, Informatikerin und Hochschullehrerin, Genderforscherin
- Bath, Evamaria (1929–2023), deutsche Film- und Theaterschauspielerin
- Bath, Harry (1924–2008), australischer Rugby-League-Spieler
- Bath, Henry of († 1260), englischer Richter
- Bath, Hubert (1883–1945), englischer Komponist und Dirigent
- Bath, Hugh of, englischer Richter
- Bath, James R. (* 1936), US-amerikanischer Unternehmer
- Bath, Mathias, deutscher Koch
- Bath, Matthias (* 1956), deutscher Jurist und ehemaliger Fluchthelfer an der Berliner Mauer
- Bath, Patricia (1942–2019), US-amerikanische Augenärztin und Erfinderin
- Bathaei, Mohammad (* 1963), iranischer Politiker und Bildungsminister
- Batham, Betty (1917–1974), neuseeländische Meeresbiologin und Hochschullehrerin
- Bathayi Golpayegani, Hashem (1941–2020), iranischer Geistlicher und Politiker
- Batházi, István (* 1978), ungarischer Schwimmer
- Bathe, Jochen (* 1970), deutscher Floorballspieler
- Bathe, Johann Christoph (1754–1818), deutscher Rechtswissenschaftler
- Bathe, Klaus-Jürgen (* 1943), deutscher Maschinenbauingenieur, Professor für Maschinenbau am Massachusetts Institute of Technology
- Bathe, Nichole (* 1995), britische Skilangläuferin
- Bathe, Rolf (1898–1944), deutscher Schriftsteller, Rundfunksprecher und Hörspielautor
- Bathé, Ryan Michelle (* 1976), US-amerikanische SchauspielerinRyan Michelle Bathé (* 1976)

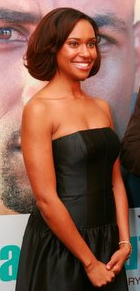
Ryan Michelle Bathé (* 1976)

- Bathe, Walter (1892–1959), deutscher Schwimmer
- Bathelt, Helge (1948–2023), deutscher Kunsthistoriker
- Bathen, Dieter (* 1968), deutscher Ingenieurwissenschaftler und Hochschullehrer
- Bathen, Ines (* 1990), deutsche Volleyballspielerin
- Bathenay, Dominique (* 1954), französischer Fußballspieler und -trainer
- Bather, Francis Arthur (1863–1934), britischer Paläontologe
- Bäther, Fritz (1928–1979), deutscher Politiker (SPD), MdL
- Bathersby, John Alexius (1936–2020), australischer Geistlicher und römisch-katholischer Erzbischof von Brisbane
- Batherson, Drake (* 1998), US-amerikanisch-kanadischer Eishockeyspieler
- Bathgate, Andy (1932–2016), kanadischer Eishockeyspieler
- Bäthig, Heinrich (1809–1871), deutsch-amerikanischer Prediger, später Fotograf und Arzt in Buffalo
- Bathilde, Ehefrau des fränkischen Merowingerkönigs Chlodwig II. und Heilige der katholischen KircheBathilde

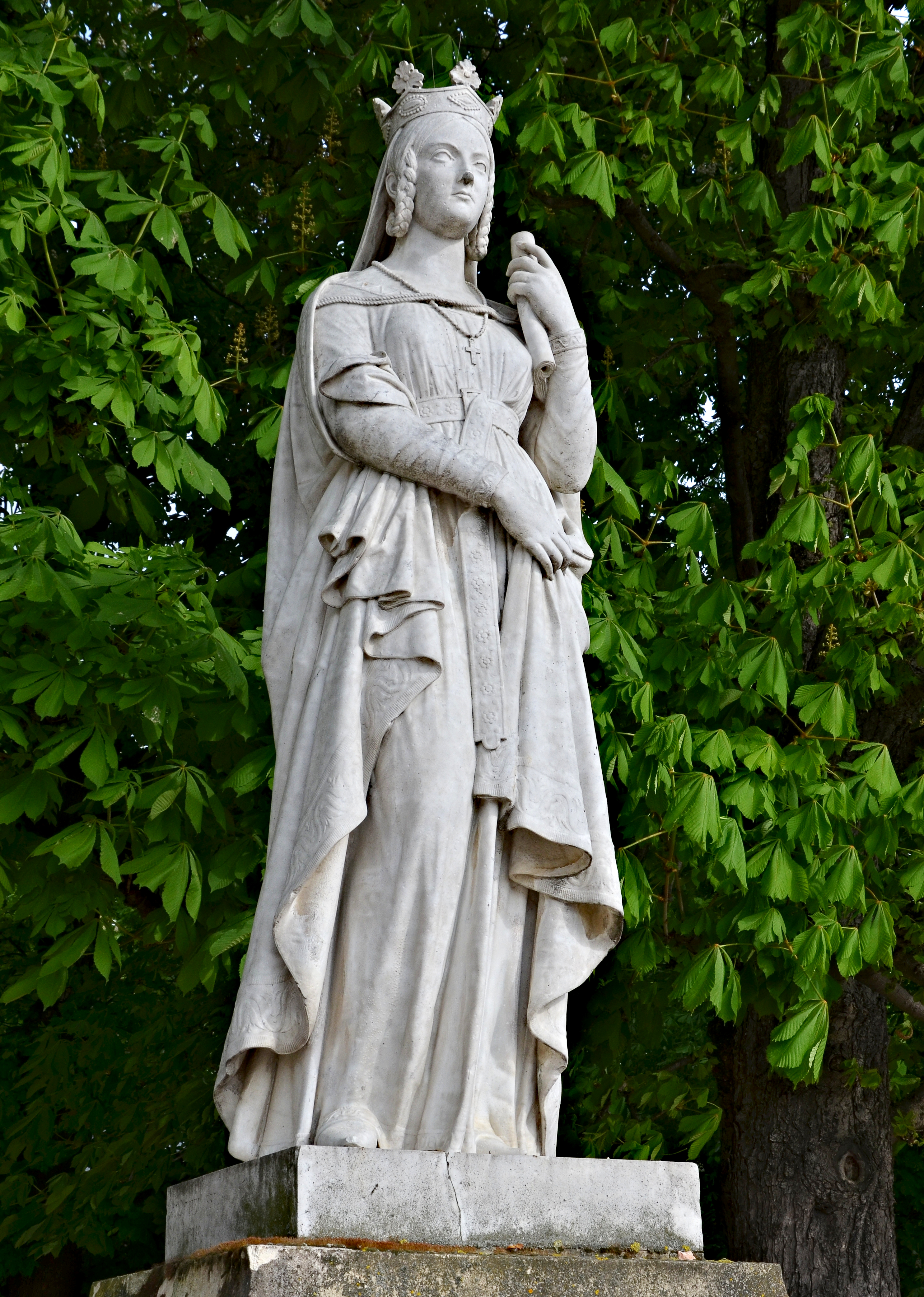
Bathilde

- Bathilde d’Orléans (1750–1822), französische Prinzessin
- Bathily, Abdoulaye (* 1947), senegalesischer Historiker, Politiker und Diplomat
- Bathily, Abdoulaye (* 2002), malisch-französischer Fußballspieler
- Bathily, Cheick (* 1982), malischer Fußballtorhüter
- Bathish, Kamal-Hanna (1931–2025), israelischer Geistlicher, Patriarchalvikar von Jerusalem und Weihbischof im Lateinischen Patriarchat von Jerusalem
- Bathke, Arne (* 1972), deutscher Statistiker
- Bathke, Gustav-Wilhelm (* 1945), deutscher Erziehungswissenschaftler
- Bathke, Karl (1901–1970), deutscher Journalist, Chefredakteur des ADN und der Leipziger Volkszeitung
- Bathke, Peter (1935–2025), deutscher Innenarchitekt und Maler
- Bathke, Wolfgang (* 1944), deutscher Schauspieler
- Båthman, Ronnie (* 1959), schwedischer Tennisspieler
- Bathmann, Kara (* 2002), deutsche Fußballspielerin
- Bathmann, Torsten (* 1973), deutscher Politiker (FDP)
- Batho von Freising, Missionar im Gebiet des Bistums Freising
- Batho, Delphine (* 1973), französische Politikerin (PS), Mitglied der Nationalversammlung
- Bathon, Maximilian (* 1991), deutscher Politiker (CDU), MdL
- Bathori, Jane (1877–1970), französische Opernsängerin (Sopran)
- Bathori, Ștefan († 2010), rumänischer Fußballspieler
- Báthory von Ecsed, Stephan (1430–1493), Woiwode von Siebenbürgen
- Báthory von Somlyó, Stephan (1477–1534), siebenbürgischer Adliger
- Báthory, Andreas (1563–1599), Kardinal, Fürst von Siebenbürgen
- Báthory, Balthasar (1560–1594), Fürst von Siebenbürgen
- Báthory, Christoph (* 1530), Woiwode Siebenbürgens und Bruder des polnischen Königs Stephan Báthory
- Báthory, Elisabeth (1560–1614), ungarische AdligeElisabeth Báthory (1560–1614)

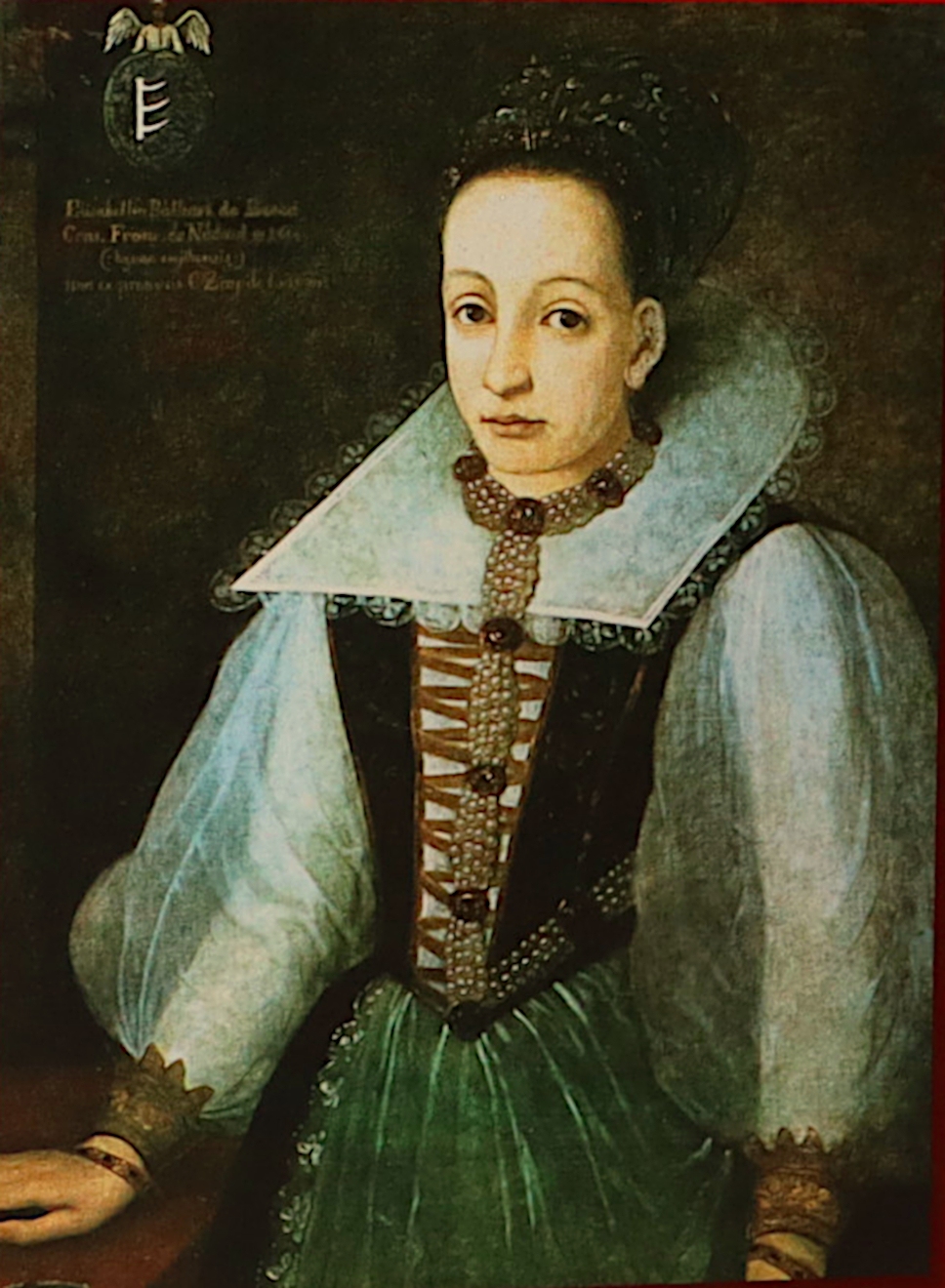
Elisabeth Báthory (1560–1614)

- Báthory, Gabriel (1589–1613), Fürst von Siebenbürgen
- Báthory, Georg (1534–1571), ungarischer Großgrundbesitzer und Offizier
- Báthory, Nicolaus († 1506), ungarischer Bischof und Schriftsteller
- Báthory, Sigismund (1572–1613), Fürst von Siebenbürgen
- Báthory, Sophia (1629–1680), Ehefrau von Georg II. Rákóczi, des Fürsten von Siebenbürgen
- Báthory, Stephan (1490–1530), ungarischer Adliger und Heerführer
- Báthory, Stephan (1533–1586), König von Polen, Fürst von Siebenbürgen (1571–1575)Stephan Báthory (1533–1586)

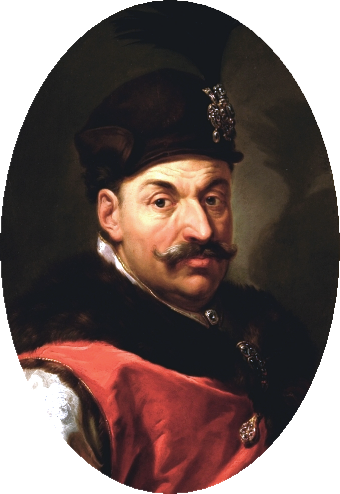
Stephan Báthory (1533–1586)

- Báthory, Zoltán (* 1978), ungarischer Musiker und Kampfsportler
- Báthory-Kitsz, Dennis (* 1949), US-amerikanischer Komponist
- Bathrick, David (1936–2020), US-amerikanischer Germanist
- Bathrick, Ellsworth Raymond (1863–1917), US-amerikanischer Politiker (Demokratische Partei)
- Bathurst, Benjamin (* 1784), britischer Diplomat
- Bathurst, Charles, 1. Viscount Bledisloe (1867–1958), britischer Politiker der Conservative Party und Generalgouverneur von Neuseeland (1930–1935)
- Bathurst, Christopher, 3. Viscount Bledisloe (1934–2009), britischer Barrister und Peer
- Bathurst, David Benjamin (* 1936), britischer Admiral of the Fleet
- Bathurst, Henry, 2. Earl Bathurst (1714–1794), britischer Rechtsanwalt, Politiker und Lordkanzler (1771–1778)
- Bathurst, Henry, 3. Earl Bathurst (1762–1834), britischer Politiker
- Bathurst, Henry, 8. Earl Bathurst (1927–2011), britischer Politiker (Conservative Party) und Peer
- Bathurst, Otto (* 1971), britischer Regisseur
- Bathurst, Ralph (1620–1704), britischer Chemiker, Arzt und Geistlicher
- Bathurst, Richard († 1762), englischer Arzt und Schriftsteller
- Bathurst, Robert (* 1957), britischer Schauspieler
- Bathykles, griechischer Bildhauer

### Bati
- Batı, Emre (* 1990), türkischer Fußballspieler
- Bati, Luca († 1608), italienischer Komponist und Musiklehrer am Übergang zwischen Renaissance- und Barockzeit
- Bati, Marc (* 1960), französischer Comiczeichner und Szenarist
- Batiashvili, Lisa (* 1979), georgische ViolistinLisa Batiashvili (* 1979)

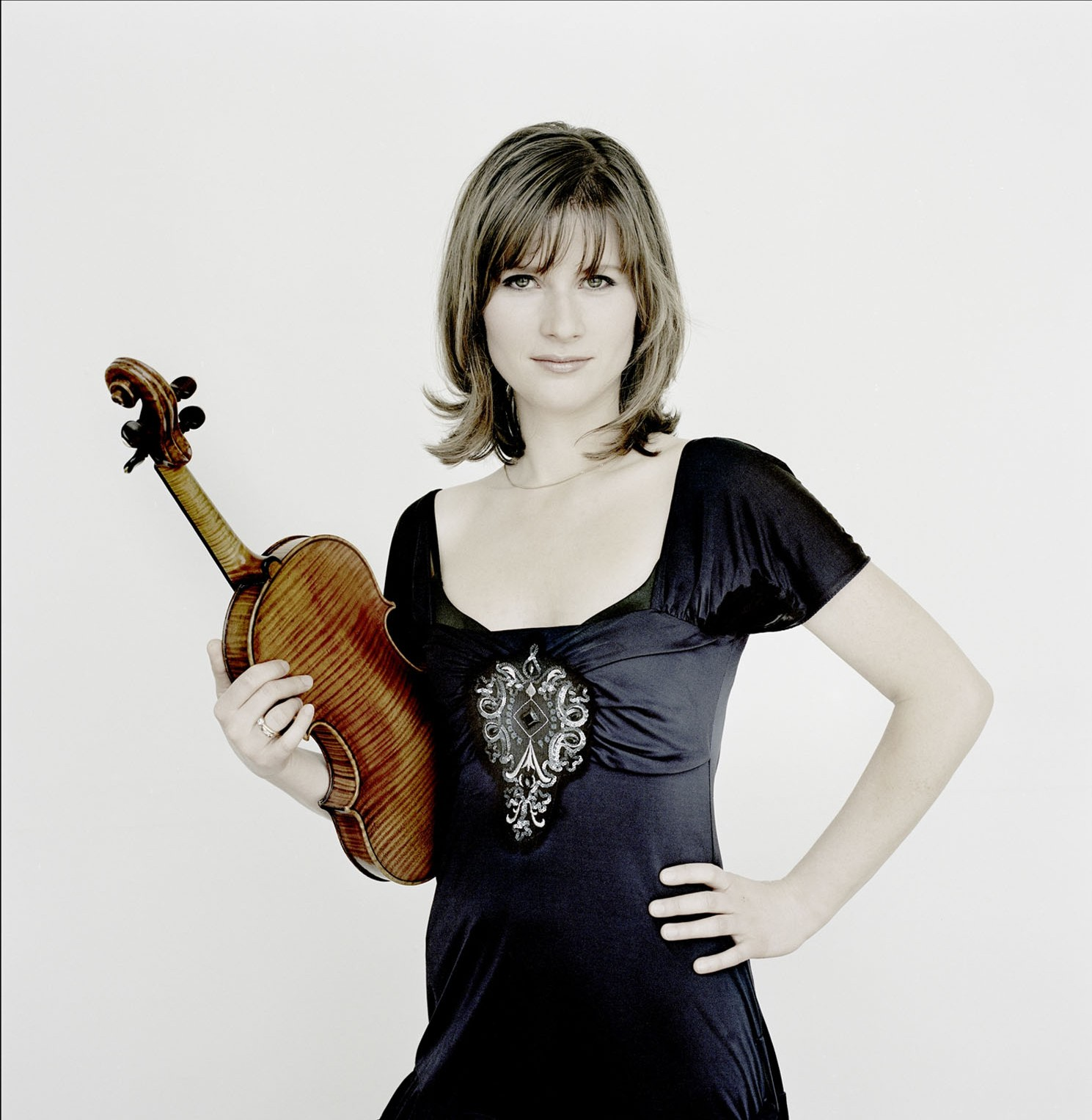
Lisa Batiashvili (* 1979)

- Batič, Martina (* 1978), slowenische Chorleiterin
- Batić, Olgica (* 1981), serbische Juristin und Politikerin
- Batic, Polly (1906–1992), österreichische Mezzosopranistin
- Batič, Stojan (1925–2015), jugoslawischer bzw. slowenischer Bildhauer
- Baticle, Gérald (* 1969), französischer Fußballspieler und -trainer
- Batiffol, Henri (1905–1989), französischer Rechtswissenschaftler
- Batiffol, Pierre (1861–1929), französischer römisch-katholischer Geistlicher und Kirchenhistoriker
- Batignani, Fausto (1903–1975), uruguayischer Fußballspieler
- Batigne, Paul (1724–1773), französischer Mediziner und Armenarzt der französischen Kolonie in Berlin
- Batiires, Mutter von Pharao Semerchet
- Batik, Roland (* 1951), österreichischer Pianist und Komponist
- Batikh, Othman (1941–2022), tunesischer Geistlicher, islamischer Rechtsgelehrter (Mufti), Minister
- Batin, Paul (* 1987), rumänischer Fußballspieler
- Batini, Martina (* 1989), italienische Florettfechterin
- Batinic, Bernad (* 1969), serbisch-österreichischer Psychologe
- Batinić, Branka (* 1958), jugoslawische und kroatische Tischtennisspielerin
- Batinkow, Slawtscho (* 1969), bulgarischer Skilangläufer
- Batinović, Hrvoje (* 1988), kroatischer Handballspieler
- Batinović, Marta (* 1990), kroatisch-montenegrinische Handballspielerin
- Batio, Michael Angelo (* 1956), US-amerikanischer RockgitarristMichael Angelo Batio (* 1956)

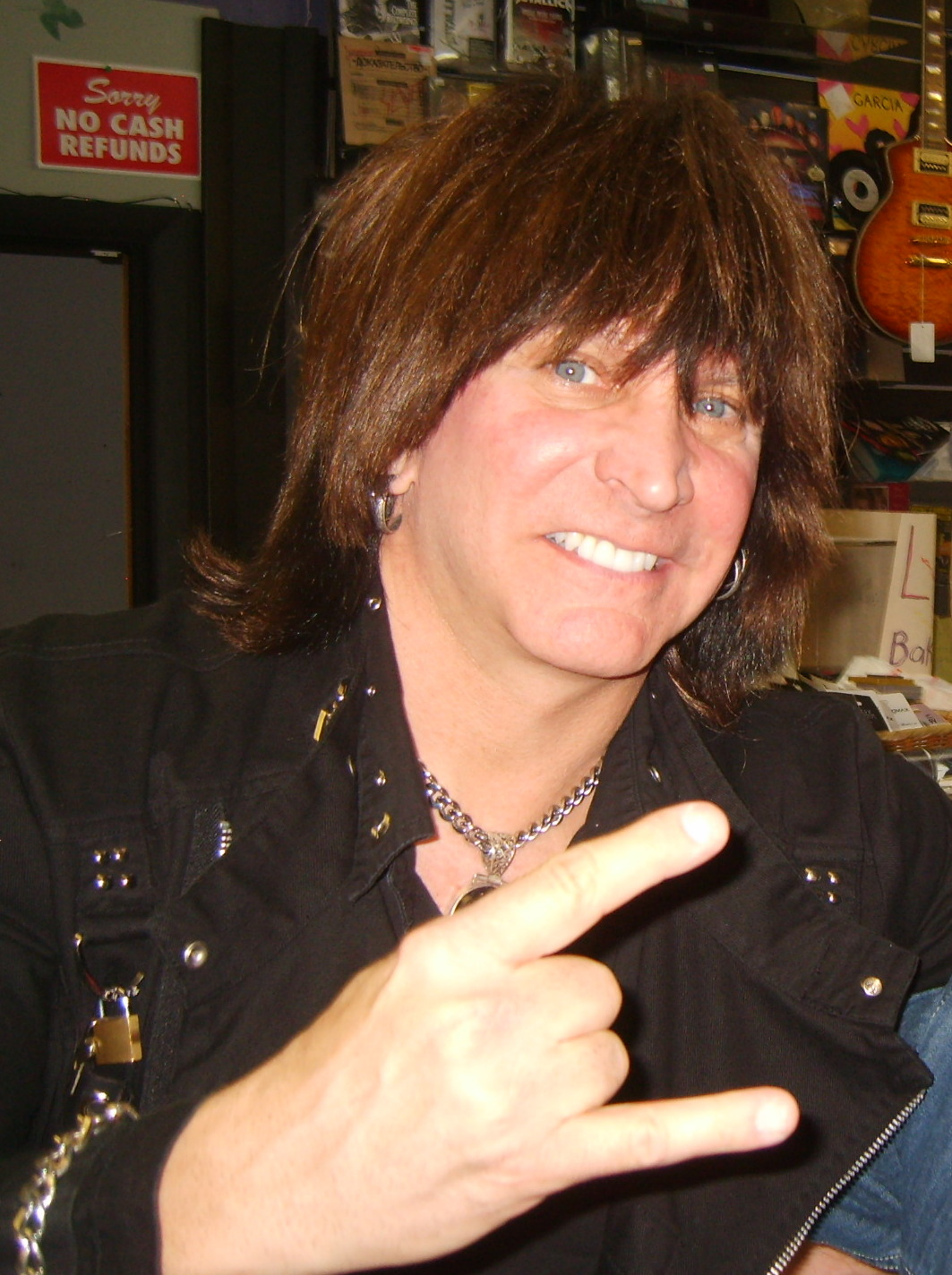
Michael Angelo Batio (* 1956)

- Batioja, Augusto (* 1990), ecuadorianischer Fußballspieler
- Batirow, Adam Alawdinowitsch (* 1985), russischer Ringer
- Batirow, Mawlet Alawdinowitsch (* 1983), russischer Ringer
- Batis († 332 v. Chr.), Eunuch, persischer Kommandant von Gaza
- Batis, Giorgos (1885–1967), griechischer Sänger, Komponist sowie Bouzouki- und Baglamas-Interpret
- Batis, Marios (* 1980), griechischer Basketballspieler
- Batisani, Kennekae (* 2001), botswanische Sprinterin
- Batish, Shiv Dayal (1914–2006), indischer Musiker
- Batista da Silva, Maxwell (* 1989), brasilianischer Fußballspieler
- Batista de Abreu, Marques (* 1973), brasilianischer Fußballspieler
- Batista de Souza, Artur Sérgio (* 1994), brasilianischer Fußballspieler
- Batista dos Santos, Aírton (1942–1996), brasilianischer Fußballspieler
- Batista Lopes, Tarcísio Sebastião (1938–2001), brasilianischer Ordensgeistlicher, römisch-katholischer Bischof von Ipameri
- Batista, Adílson (* 1968), brasilianischer Fußballspieler und -trainer
- Batista, Candita (1916–2016), kubanische Sängerin
- Batista, Chad (1981–2015), US-amerikanischer Pokerspieler
- Batista, Chris (* 1970), US-amerikanischer Comiczeichner
- Batista, Edina Alves (* 1980), brasilianische Schiedsrichterin
- Batista, Eike (* 1956), brasilianischer Unternehmer
- Batista, Elizeu Araújo de Melo (* 1989), brasilianischer Fußballspieler
- Batista, Ernesto Melo de (1907–1973), brasilianischer Admiral, Marineminister
- Batista, Esteban (* 1983), uruguayisch-spanischer Basketballspieler
- Batista, Fulgencio (1901–1973), kubanischer Politiker, Staatspräsident und Diktator von KubaFulgencio Batista (1901–1973)

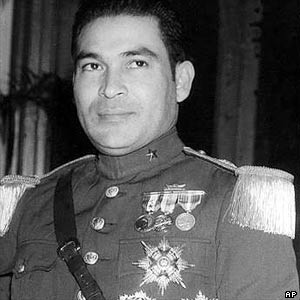
Fulgencio Batista (1901–1973)

- Batista, Gustavo (* 2002), brasilianischer BMX-Freestyle-Fahrer
- Batista, Henry (1914–2002), amerikanischer Filmeditor
- Batista, José (* 1962), uruguayischer Fußballspieler
- Batista, Júnior (* 1993), brasilianischer Fußballspieler
- Batista, Ketiley (* 1999), brasilianische Hürdenläuferin
- Batista, Laurie (* 1996), panamaische Fußballspielerin
- Batista, Luiza Braz (* 1989), brasilianisch-deutsche Schauspielerin, Tänzerin, Choreografin und Sängerin
- Batista, Mário, osttimoresischer Soldat und Freiheitskämpfer
- Batista, Natalia (* 1986), schwedische Comicautorin und Illustratorin
- Batista, Ribamar (* 1955), brasilianischer Fußballspieler
- Batista, Ricardo (* 1986), portugiesischer Fußballspieler
- Batista, Sergio (* 1962), argentinischer Fußballspieler und -trainer
- Batista, William Rocha (* 1980), brasilianischer Fußballspieler
- Batista-Meier, Oliver (* 2001), deutsch-brasilianischer FußballspielerOliver Batista-Meier (* 2001)

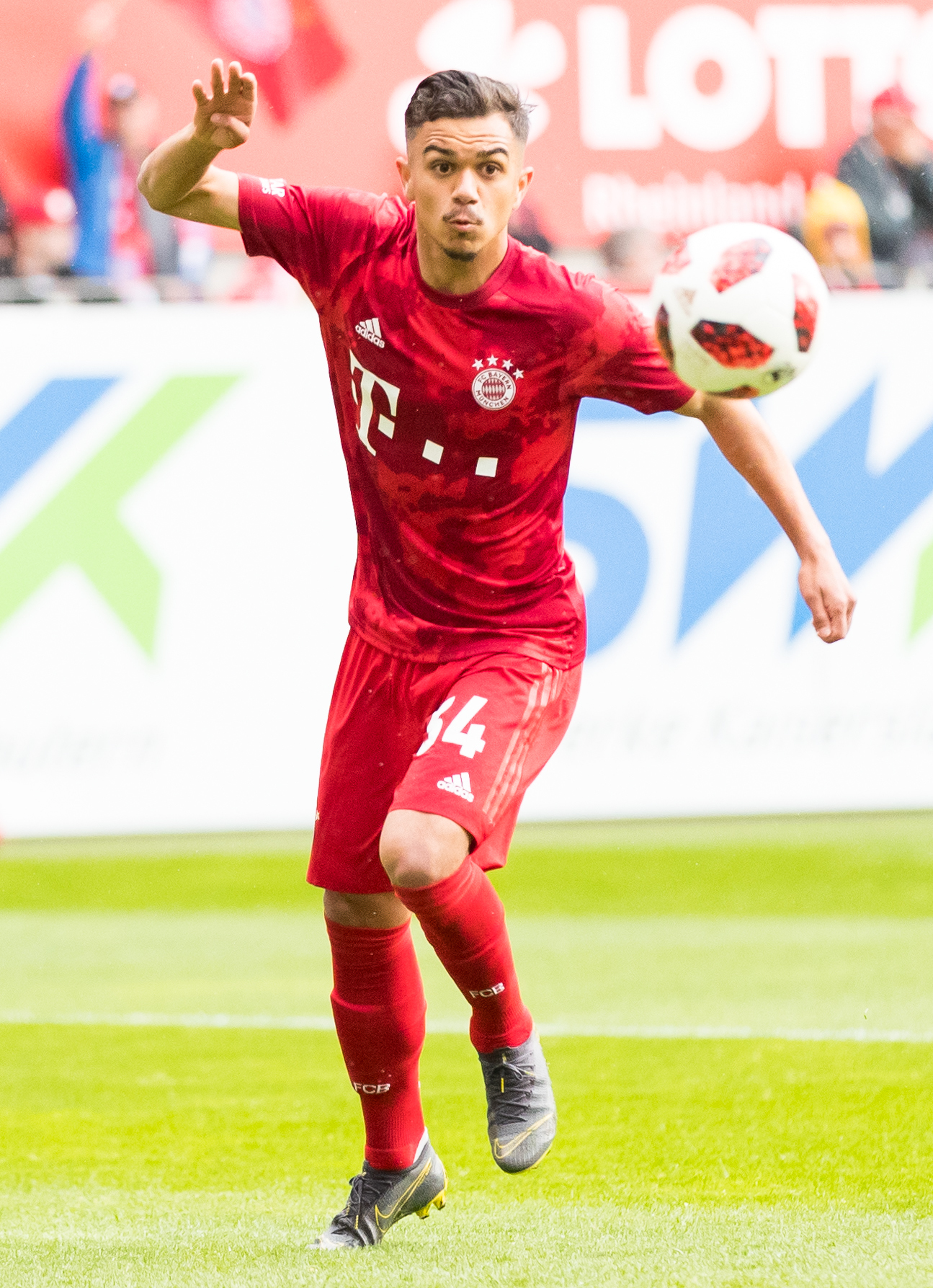
Oliver Batista-Meier (* 2001)

- Batiste, Alvin (1932–2007), US-amerikanischer Jazzmusiker und Komponist
- Batiste, Édouard (1820–1876), französischer Komponist, Organist und Musikpädagoge
- Batiste, John R. (* 1952), US-amerikanischer Offizier, Generalmajor US-Army
- Batiste, Jon (* 1986), US-amerikanischer Musiker
- Batiste, Lionel (1931–2012), US-amerikanischer Blues- und Jazzmusiker
- Batiste, Michael (* 1977), US-amerikanischer Basketballspieler
- Batiste, Milton (1934–2001), amerikanischer Jazzmusiker (Trompete, Flügelhorn, Gesang, Tamburin) und Bandleader
- Batiste, Paul († 2025), US-amerikanischer Funk-, Soul- und Jazzmusiker (Gitarre, Flöte, Songwriting)
- Batistela, Francisco (1931–2010), brasilianischer Ordensgeistlicher, Bischof von Bom Jesus da Lapa
- Batistuta, Gabriel (* 1969), argentinischer FußballspielerGabriel Batistuta (* 1969)

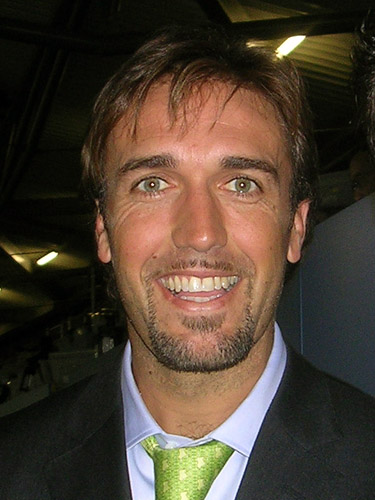
Gabriel Batistuta (* 1969)

- Bátiz, Jorge (* 1933), argentinischer Bahnradsportler
- Batizki, Pawel Fjodorowitsch (1910–1984), sowjetischer Militär, Marschall der Sowjetunion

### Batj
- Bätjer, Friedrich (1910–1957), deutscher Architekt
- Bätjer, Heinz (1907–1983), deutscher Jazz- und Unterhaltungsmusiker
- Bätjer, Klaus (* 1938), deutscher Physiker, Professor und Umweltexperte
- Batjuk, Nikolai Filippowitsch (1905–1943), sowjetischer Generalmajor
- Batjuk, Oleksandr (* 1960), sowjetisch-ukrainischer Skilangläufer
- Batjuk, Oleksandr (* 1984), ukrainischer Biathlet
- Batjuschkow, Konstantin Nikolajewitsch (1787–1855), russischer Dichter

### Batk
- Batka, Johann Nepomuk der Ältere (1795–1874), Organist, Musikprofessor und Komponist
- Batka, Johann Nepomuk der Jüngere (1845–1917), Jurist, Musikkritiker und Archivar
- Batka, Richard (1868–1922), österreichischer Musikwissenschaftler, Musikkritiker und Librettist
- Batki, Noemi (* 1987), italienische Wasserspringerin
- Batko, Zbigniew (1940–2007), polnischer Übersetzer, Schriftsteller und Drehbuchautor
- Batkova, Thekla (1764–1852), tschechische Opernsängerin und Gesangslehrerin
- Batković, Mario (* 1980), Schweizer Komponist und AkkordeonistMario Batković (* 1980)

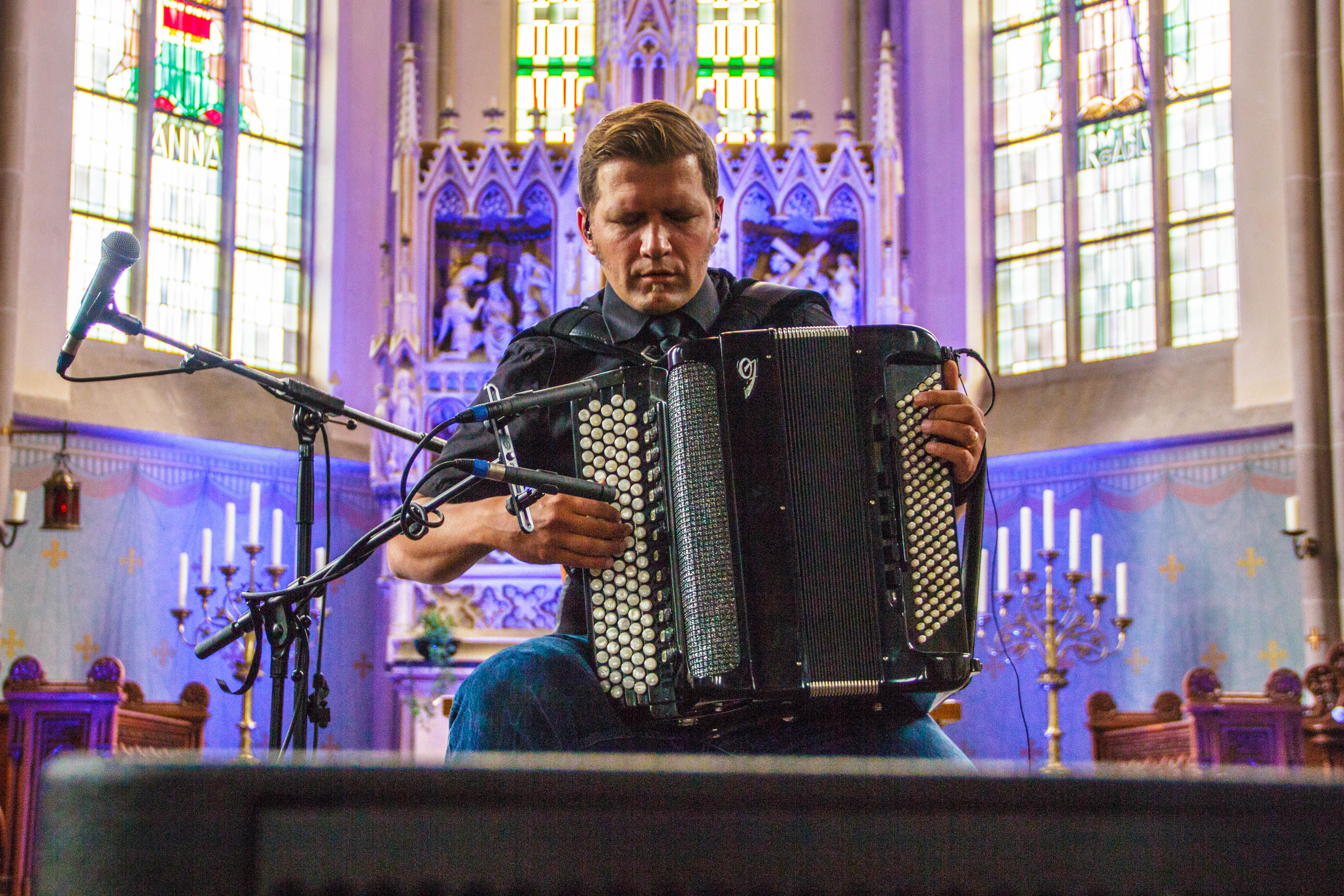
Mario Batković (* 1980)

- Batkovic-Brown, Suzy (* 1980), australische Basketballspielerin
- Batkowski, Florian (* 1984), österreichischer Naturbahnrodler
- Batkowski, Melanie (* 1989), österreichische Naturbahnrodlerin
- Batkowski, Robert (* 1978), österreichischer Naturbahnrodler
- Batkowski, Sebastian (* 1995), polnischer Poolbillardspieler

### Batl
- Batlička, Otakar (1895–1942), tschechischer Radioamateur, Weltenbummler, Schriftsteller und Widerstandskämpfer gegen den Nationalsozialismus
- Batliner, Alexander (* 1967), liechtensteinischer Politiker und Parteipräsidenten der Fortschrittlichen Bürgerpartei
- Batliner, Christian (* 1968), liechtensteinischer Politiker
- Batliner, Eduard (1899–1989), liechtensteinischer Bankier
- Batliner, Emil (1869–1947), liechtensteinischer Politiker
- Batliner, Fiona (* 2003), liechtensteinische Fussballspielerin
- Batliner, Gerard (1928–2008), liechtensteinischer Politiker und Rechtsanwalt
- Batliner, Herbert (1928–2019), liechtensteinischer Rechtsanwalt und Finanztreuhänder
- Batliner, Josef (1872–1956), österreichischer Politiker (CSP), Landtagsabgeordneter zum Vorarlberger Landtag
- Batliner, Manfred (* 1963), liechtensteinischer Politiker
- Batliner, Thomas (* 1959), liechtensteinischer Springreiter und Trainer
- Batliner, Vinzenz († 1988), liechtensteinischer Polizeichef des Fürstlich Liechtensteinischen Sicherheitskorps
- Batlle Berres, Luis (1897–1964), uruguayischer Politiker und Journalist
- Batlle Ibáñez, Luis (1930–2016), uruguayischer Pianist
- Batlle Planas, Juan (1911–1966), argentinischer Maler, Bildhauer und Grafiker
- Batlle y Grau, Lorenzo (1810–1887), uruguayischer Politiker, Präsident von Uruguay
- Batlle y Ordóñez, José (1856–1929), uruguayischer Journalist und Politiker
- Batlle, Carles (* 1963), katalanischer Schriftsteller und Dramatiker
- Batlle, Jorge (1927–2016), uruguayischer Journalist, Anwalt, Politiker und Staatspräsident
- Batlle, Ona (* 1999), spanische FußballspielerinOna Batlle (* 1999)

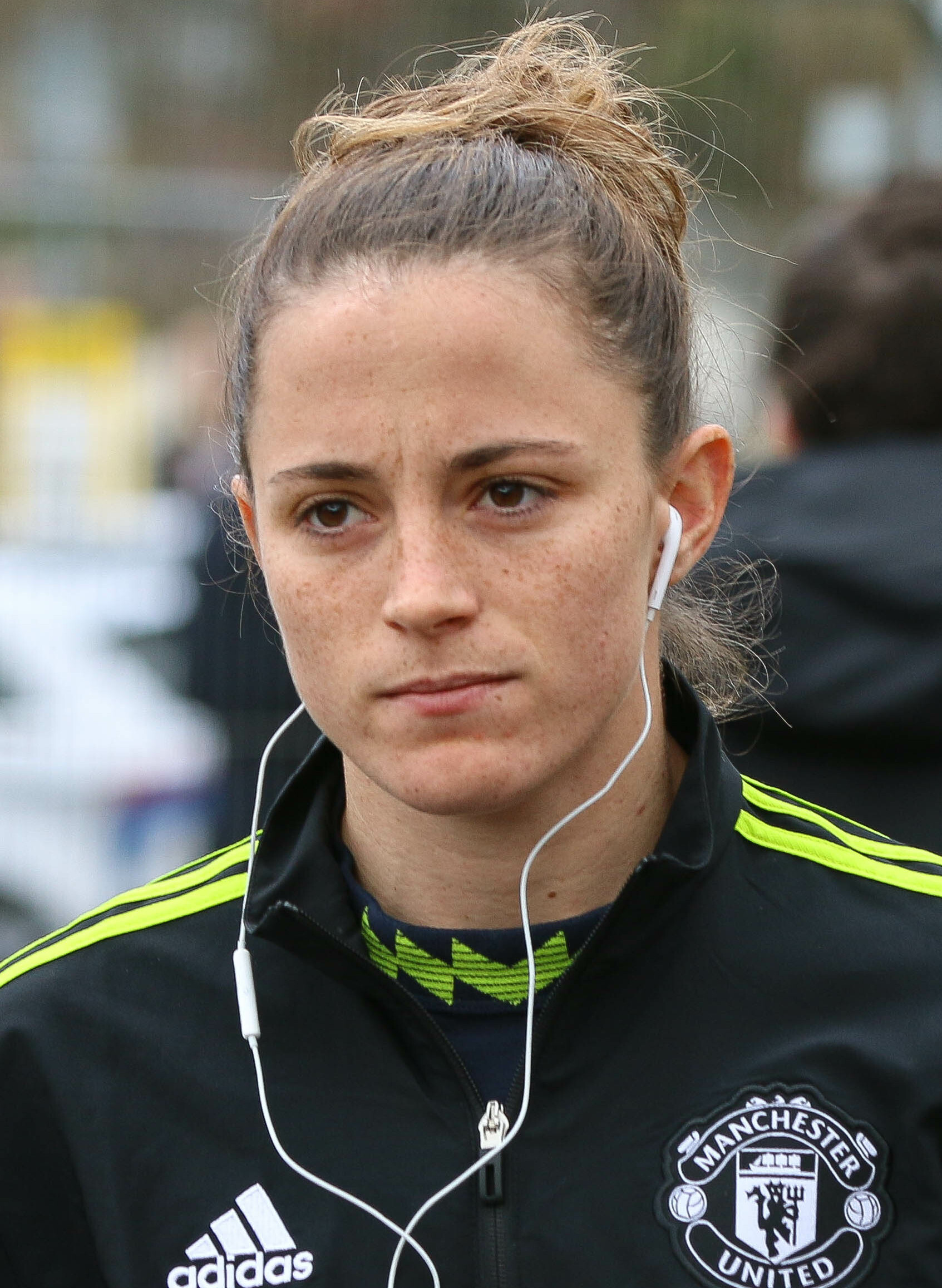
Ona Batlle (* 1999)

- Batlles, Laurent (* 1975), französischer Fußballspieler und -trainer
- Batllori, Miquel (1909–2003), spanischer Jesuit, Historiker, Romanist und Katalanist
- Batlogg, Andreas R. (* 1962), österreichischer Theologe, Jesuit, Chefredakteur der Zeitschrift Stimmen der ZeitAndreas R. Batlogg (* 1962)

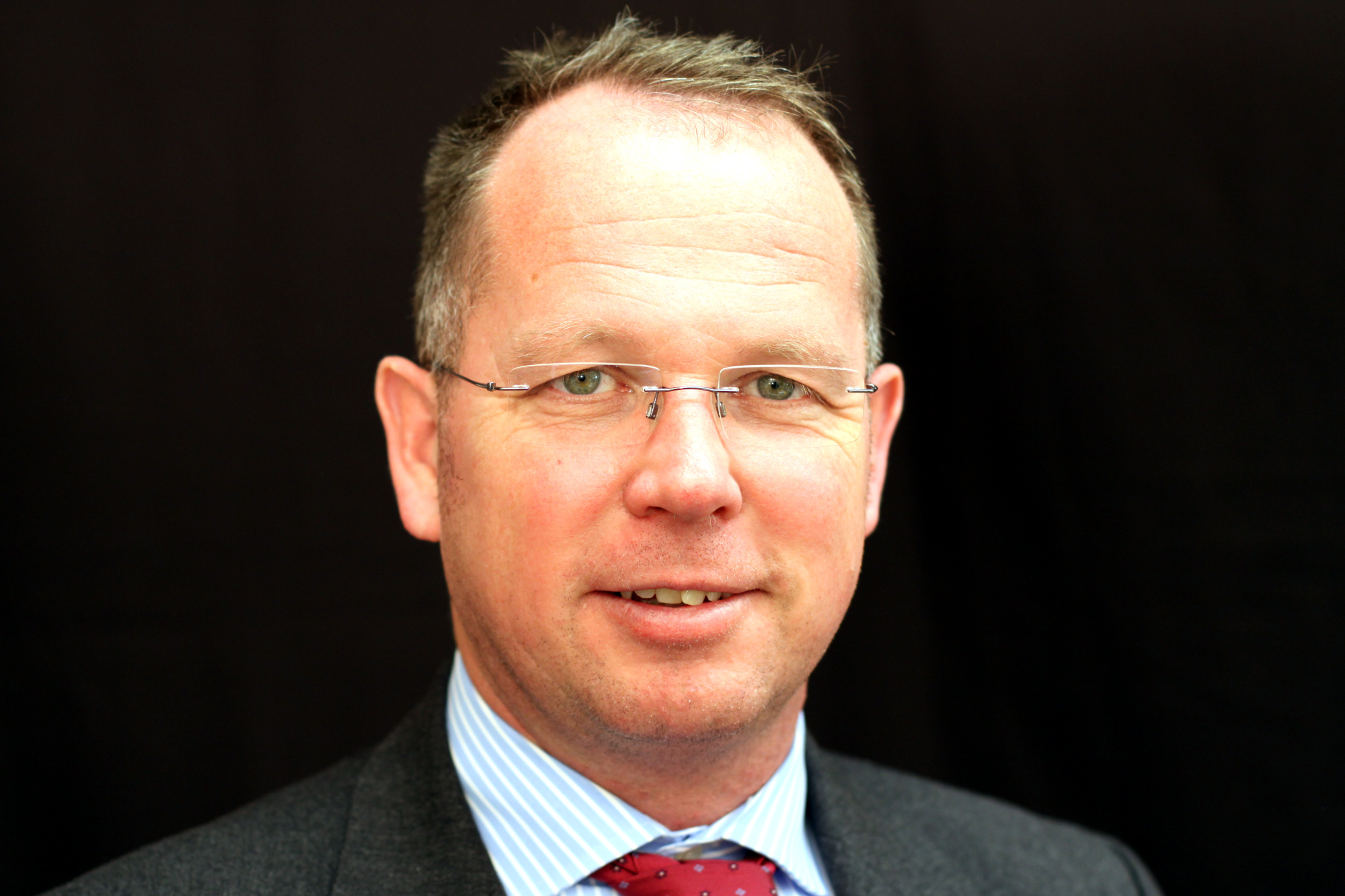
Andreas R. Batlogg (* 1962)

- Batlogg, Bertram (* 1950), österreichischer Physiker und Universitätsprofessor
- Batlogg, Helmut (* 1940), österreichischer Politiker (ÖVP), Landtagsabgeordneter
- Batlogg, Johann Josef (1751–1800), österreichischer Landammann und Militär

### Batm
- Batmale, Jean (1895–1973), französischer Fußballspieler und Jurist
- Batman, Daniel (1981–2012), australischer Sprinter
- Batman, John (1801–1839), australischer Farmer und Geschäftsmann
- Batman, Stephen († 1584), britischer Kleriker, Übersetzer und Autor
- Batmanghelidj, Fereydoon († 2004), iranischer Arzt und Alternativmediziner
- Batmanglij, Rostam (* 1983), US-amerikanischer Musiker, Komponist und Produzent
- Batmanow, Juri Olegowitsch (* 1977), russischer Biathlet
- Batmaz, Kemal (* 1954), türkischer Fußballspieler und -trainer
- Batmaz, Malik (* 2000), türkisch-deutscher Fußballspieler
- Batmönch, Dschambyn (1926–1997), mongolischer Staatsführer
- Batmönch, Gendgeegiin (* 1944), mongolischer Skilangläufer
- Batmönchiin, Atschbadrach (* 1994), mongolischer Skilangläufer

### Bato
- Bató, József (1888–1966), ungarischer Maler und Grafiker
- Bató, Ludwig Yomtow (1886–1974), österreichisch-israelischer Publizist
- Batocletti, Osvaldo (1950–2019), argentinischer Fußballspieler und -trainer
- Batojan, Saruhi (* 1979), armenische Arbeits- und Sozialministerin, Abgeordnete
- Batoly, Janina Isabell (* 1982), deutsche Theater- und Fernsehschauspielerin
- Batomene, Marie (* 1995), französische Badmintonspielerin
- Baton, Bildhauer der griechischen Antike
- Baton von Sinope, antiker griechischer Geschichtsschreiber
- Baton, Magali (* 1971), französische Judoka
- Batoni, Pompeo (1708–1787), italienischer Maler
- Bator, Joanna (* 1968), polnische Schriftstellerin und Publizistin
- Bator, Marc (* 1972), deutscher Sprecher und RedakteurMarc Bator (* 1972)

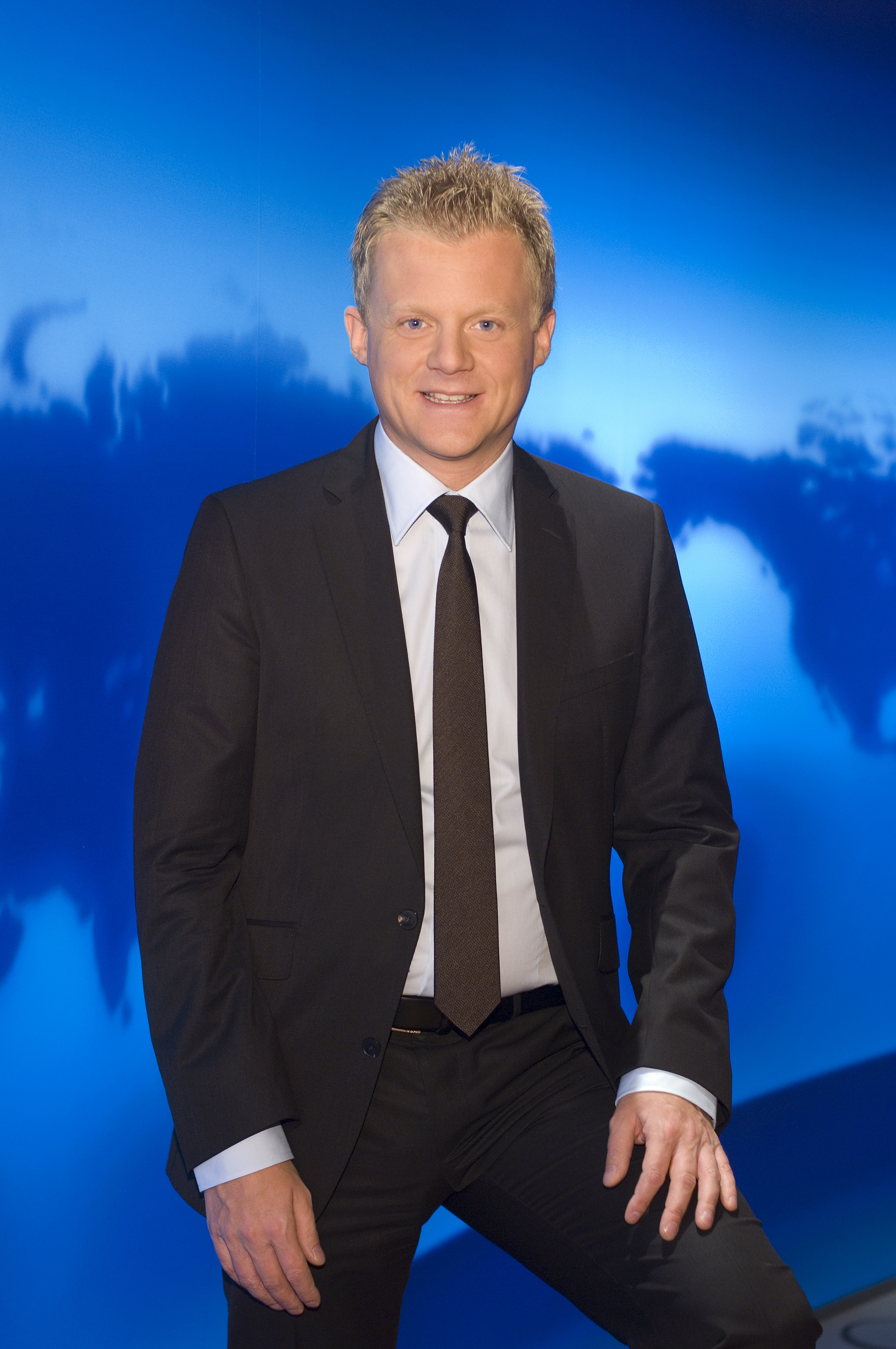
Marc Bator (* 1972)

- Bátorfi, Csilla (* 1969), ungarische Tischtennisspielerin
- Bátorfi, Zoltán (* 1975), ungarischer Tischtennisspieler
- Bátori, Lilianna (* 2007), ungarische Hochspringerin
- Bators, Stiv (1949–1990), US-amerikanischer Musiker, Schauspieler und Songwriter
- Bátory, Ivan (* 1975), slowakischer Skilangläufer
- Batory, Jan (1921–1981), polnischer Filmregisseur und Drehbuchautor
- Batory, Ronald L. (* 1950), amerikanischer Manager im Schienenverkehr
- Batouli, Sandjema (* 1982), komorische Sprinterin
- Bátovská Fialková, Paulína (* 1992), slowakische Biathletin
- Bátovský, Zoltán (1979–2001), slowakischer Eishockeyspieler
- Batow, Pawel Iwanowitsch (1897–1985), sowjetischer Armeegeneral und im Zweiten Weltkrieg zweimaliger Held der Sowjetunion
- Batowrin, Sergei Jurjewitsch (* 1957), sowjetisch-US-amerikanischer Maler, Pazifist und Dissident
- Batożyńska, Karolina (* 1993), polnische Biathletin

### Batr
- Batra, Anil (* 1963), deutscher Psychiater
- Batra, David (* 1972), schwedischer Stand-up-Comedian und Fernsehschauspieler
- Batra, Manika (* 1995), indische Tischtennisspielerin
- Batra, Vikram (1974–1999), indischer Offizier, Träger des Ordens Param Vir Chakra
- Batrak, Artjom Andrejewitsch (* 1993), russischer Eishockeyspieler
- Batran, Islam (* 1994), palästinensischer Fußballspieler
- Batraville, Benoît (1877–1920), haitianischer Widerstandskämpfer und Guerillero
- Batres, Carlos (* 1968), guatemaltekischer Fußballschiedsrichter
- Batrîncea, Vlad (* 1981), moldauischer Politiker (PSRM)
- Batrisyia, Nur Afrina (* 2004), malaysische Sprinterin

### Bats
- Bats, Joël (* 1957), französischer FußballspielerJoël Bats (* 1957)

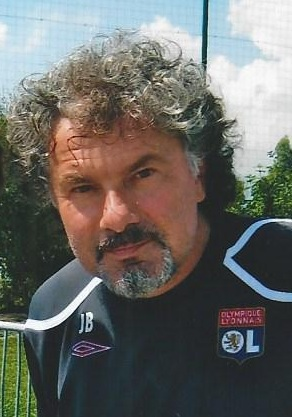
Joël Bats (* 1957)

- Batsaikhan, Ariunbold (* 1990), mongolischer Fußballtorhüter
- Batsányi, János (1763–1845), ungarischer Dichter
- Batsch, August (1761–1802), deutscher Botaniker
- Batsch, Ernst (1879–1948), deutscher Marineoffizier, zuletzt Konteradmiral
- Batsch, Karl Ferdinand (1831–1898), deutscher Marineoffizier, zuletzt Vizeadmiral
- Batsch, Mieczysław (1900–1977), polnischer Fußballspieler
- Batschari, August (1854–1923), deutscher Unternehmer in der Tabakindustrie
- Batsche, Anton (1826–1897), österreichischer Graveur
- Batscheider, Jürgen (* 1962), deutscher Maler und Bildhauer
- Batschelet, Eduard (1914–1979), schweizerischer Mathematiker, Gymnasial- und Hochschullehrer
- Batschelis, Alexander Semjonowitsch (1903–1968), sowjetischer Brückenbau-Ingenieur
- Batschelis, Tatjana Israilewna (1918–1999), sowjetische bzw. russische Theater- und Filmwissenschaftlerin
- Batschewa, Ljubomira (* 1975), bulgarische Tennisspielerin
- Batschkow, Howhannes (* 1992), armenischer Boxer
- Bätschmann, Oskar (* 1943), Schweizer Kunsthistoriker
- Batscho Kiro (1835–1876), bulgarischer Schriftsteller und Revolutionär
- Batschurin, Denis Dmitrijewitsch (* 1991), russischer Eishockeyspieler
- Batschwarow, Ilija (* 1943), bulgarischer Eishockeyspieler
- Batschwarow, Iwan (1912–1966), bulgarischer Offizier, Politiker und Diplomat
- Batschwarow, Marin (* 1947), bulgarischer Eishockeyspieler
- Batschwarow, Stojan (* 1967), bulgarischer Eishockeyspieler
- Batschwarow, Wassil (* 1992), bulgarischer Eishockeyspieler
- Batschwarowa, Rumjana (* 1959), bulgarische Politikerin (GERB), Innenministerin
- Batschynska, Teofilija (1837–1906), ukrainische Schauspielerin
- Batschynska-Donzowa, Marija (1891–1978), ukrainische Journalistin
- Batseba, Mutter König Salomos von IsraelBatseba

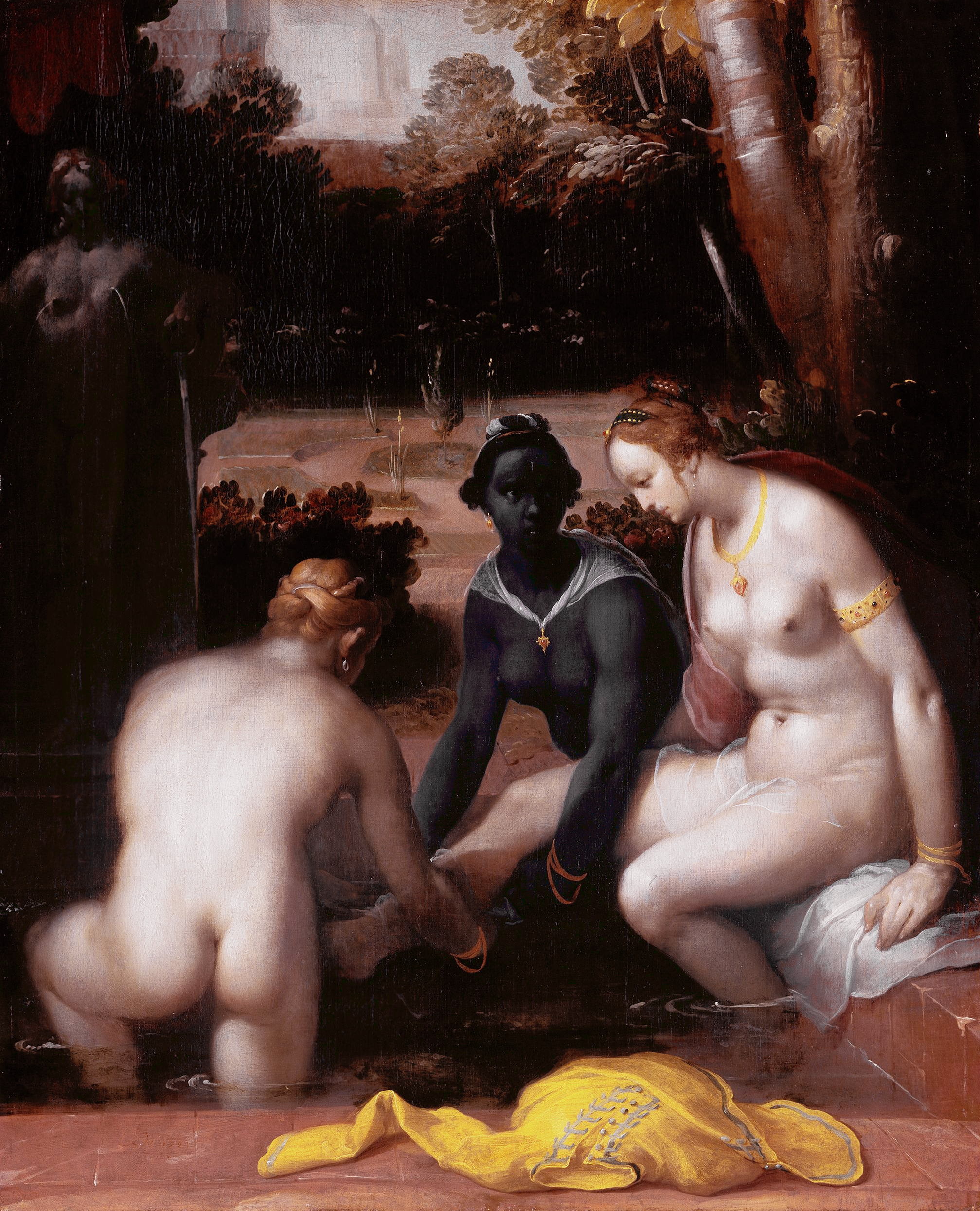
Batseba

- Batshegi, Thato (* 1988), botswanischer Boxer
- Batshi, Patrick Tshinozola (* 1984), kongolesischer Fußballspieler
- Batshuayi, Michy (* 1993), belgischer Fußballspieler
- Batsiua, Tyoni (1981–2004), nauruische Gewichtheberin
- Batson, Felix Ives (1819–1871), US-amerikanischer Jurist und Politiker
- Batson, Flora († 1906), US-amerikanische Sängerin
- Batson, LeMoine (1898–1991), US-amerikanischer Skispringer
- Batson, Mark (* 1968), US-amerikanischer Musiker
- Batson, Susan (* 1944), US-amerikanische Schauspielerin, Produzentin und Schauspiellehrerin
- Batsry, Irit (* 1957), US-amerikanisch-israelische Fotografin, Installations- und Video-Künstlerin
- Batsüch, Jondondschamtsyn (* 1945), mongolischer Sportschütze
- Batsüch, Pürewdschawyn (* 1955), mongolischer Skilangläufer
- Batsüch, Serdambyn (* 1955), mongolischer Boxer
- Batsüren, Njamdaschiin (* 1945), mongolischer Boxer
- Batsy, Felix (1877–1952), österreichischer Autor und Sammler erotischer Schriften und Kunst

### Batt
- Batt, Andrei Sergejewitsch (* 1985), russischer Schauspieler, Rapper, Songwriter und Musikproduzent
- Batt, Ben (* 1986), britischer Schauspieler
- Batt, Bryan (* 1963), US-amerikanischer SchauspielerBryan Batt (* 1963)

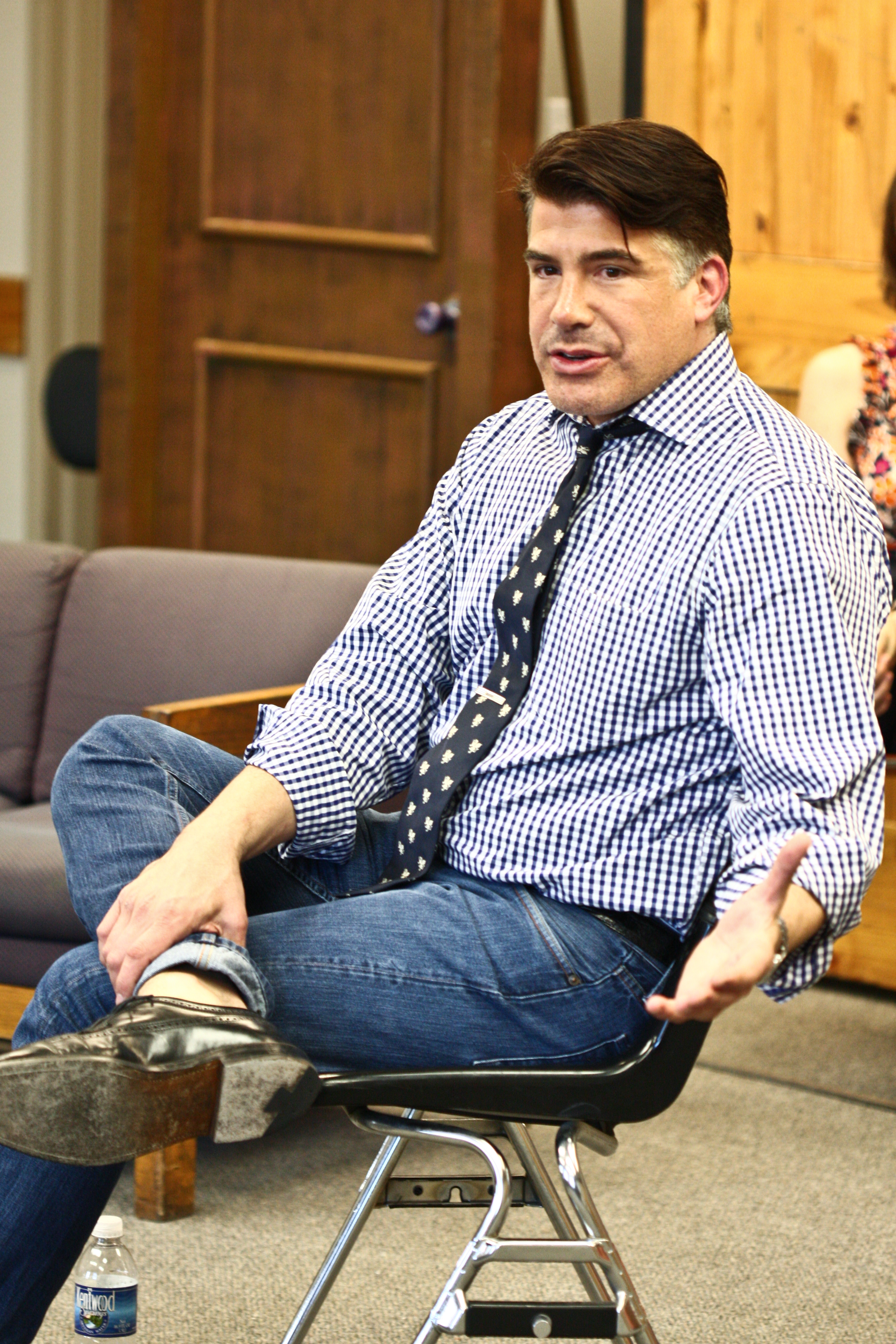
Bryan Batt (* 1963)

- Batt, Edgar (1909–1969), englischer Fußballspieler
- Batt, Jacob (1465–1502), niederländischer Lehrer, Stadtsekretär, Freund von Erasmus von Rotterdam
- Batt, Kurt (1931–1975), deutscher Literaturwissenschaftler, Kritiker und Lektor
- Batt, Lothar (* 1960), Schweizer Eishockeyspieler
- Batt, Mike (* 1949), britischer Musiker und Komponist
- Batt, Phil (1927–2023), US-amerikanischer Politiker der Republikanischen Partei
- Batt-Doyle, Isobel (* 1995), australische Langstreckenläuferin

#### Batta
- Batta, Alexander (1816–1902), Cellist und Komponist
- Batta, Marc (* 1953), französischer Fußball-Schiedsrichter
- Batta, Vicky (* 1981), indischer Gewichtheber
- Battagio, Giovanni, italienischer Bildhauer, Architekt und Ingenieur der Renaissance
- Battaglia, Anthony, US-amerikanischer Theologe
- Battaglia, Anthony (* 1979), US-amerikanischer Eishockeyspieler
- Battaglia, Antonio (1918–2011), mexikanisch-argentinischer Fußballspieler
- Battaglia, Bates (* 1975), US-amerikanischer Eishockeyspieler
- Battaglia, Daniele (* 1981), italienischer Popsänger, Radio- und Fernsehmoderator
- Battaglia, Dino (1923–1983), italienischer Comiczeichner
- Battaglia, Dodi (* 1951), italienischer Gitarrist, Sänger und Komponist
- Battaglia, Domenico (* 1963), italienischer Geistlicher, römisch-katholischer Erzbischof von Neapel und KardinalDomenico Battaglia (* 1963)

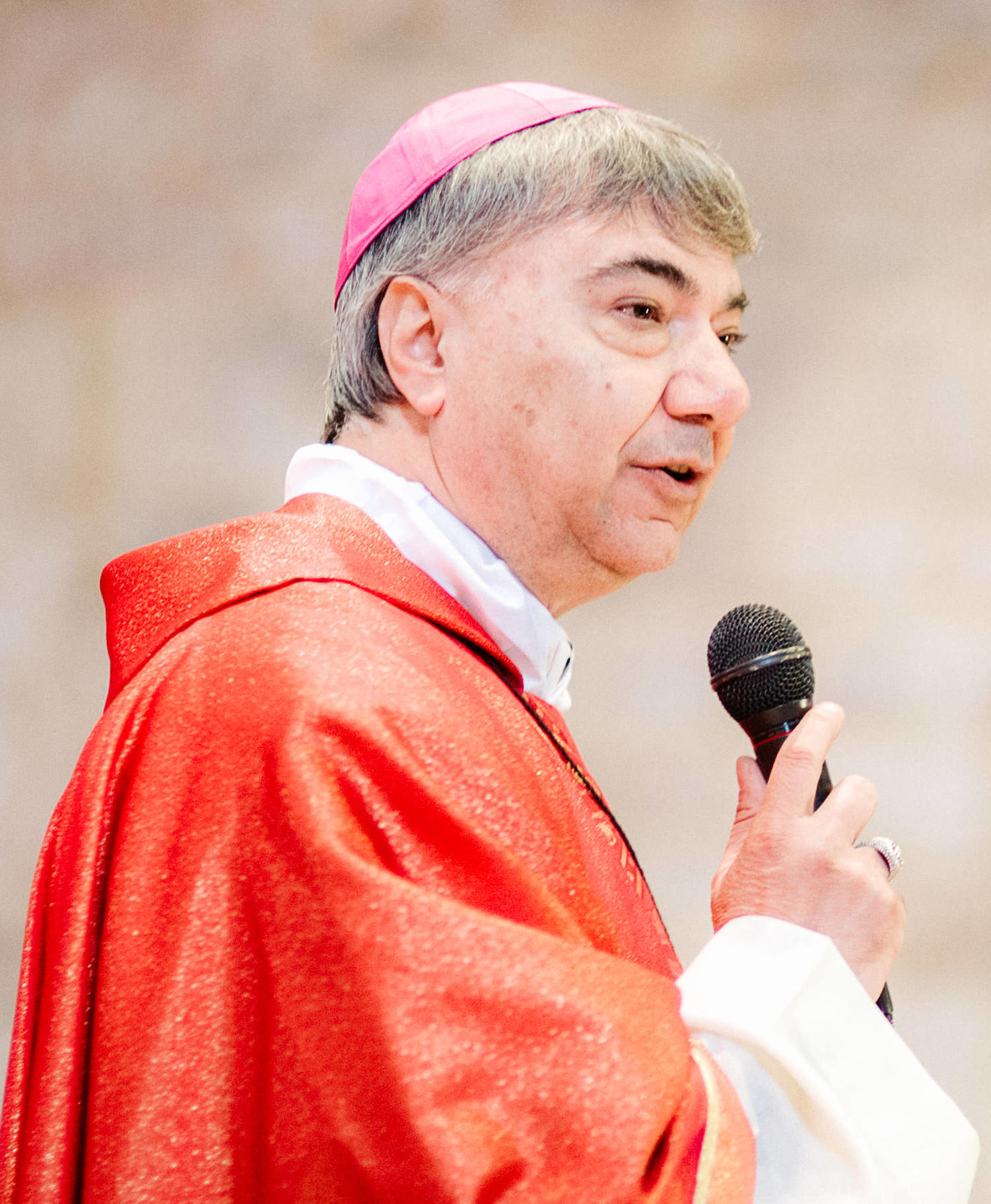
Domenico Battaglia (* 1963)

- Battaglia, Enzo (1935–1987), italienischer Regisseur und Drehbuchautor
- Battaglia, Francesco (1701–1788), italienischer Architekt
- Battaglia, Gozzio († 1348), Kardinal der Römischen Kirche
- Battaglia, Hermann (1937–2021), Schweizer Journalist und Politiker (SP)
- Battaglia, Imma (* 1960), italienische Aktivistin und Politikerin
- Battaglia, Johannes Fidelis (1829–1913), römisch-katholischer Bischof des Bistums Chur
- Battaglia, Josef (1824–1891), österreichisch-böhmischer Gutsbesitzer und Politiker
- Battaglia, Letizia (1935–2022), italienische Fotojournalistin, Verlegerin und Politikerin (La Rete)
- Battaglia, Luzi (* 1945), Schweizer evangelisch-reformierter Pfarrer
- Battaglia, Matt (* 1965), US-amerikanischer Schauspieler
- Battaglia, Olivier (* 1965), Schweizer Politiker (LDP)
- Battaglia, Rik (1927–2015), italienischer SchauspielerRik Battaglia (1927–2015)

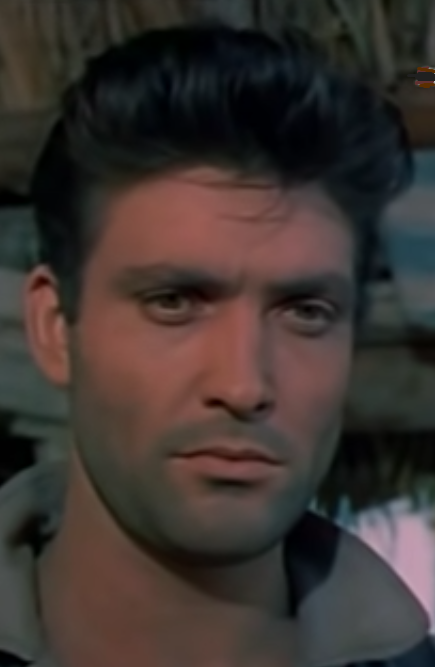
Rik Battaglia (1927–2015)

- Battaglia, Roberto (1909–1965), italienischer Degenfechter
- Battaglia, Rodrigo (* 1991), argentinischer Fußballspieler
- Battaglia, Roger (1873–1950), polnisch-österreichischer Jurist, Ökonom und Abgeordneter
- Battaglia, Salvatore (1904–1971), italienischer Romanist und Lexikograf
- Battaglia, Salvatore Joseph (1908–1973), italo-amerikanischer Mafioso des Chicago Outfit
- Battaglia, Sebastián (* 1980), argentinischer Fußballspieler
- Battaglia, Stefan (1911–1977), Schweizer Klarinetten- und Saxophonspieler
- Battaglia, Stefano (* 1965), italienischer Jazzpianist und Komponist
- Battaglin, Enrico (* 1989), italienischer Radrennfahrer
- Battaglin, Giovanni (* 1951), italienischer RadrennfahrerGiovanni Battaglin (* 1951)

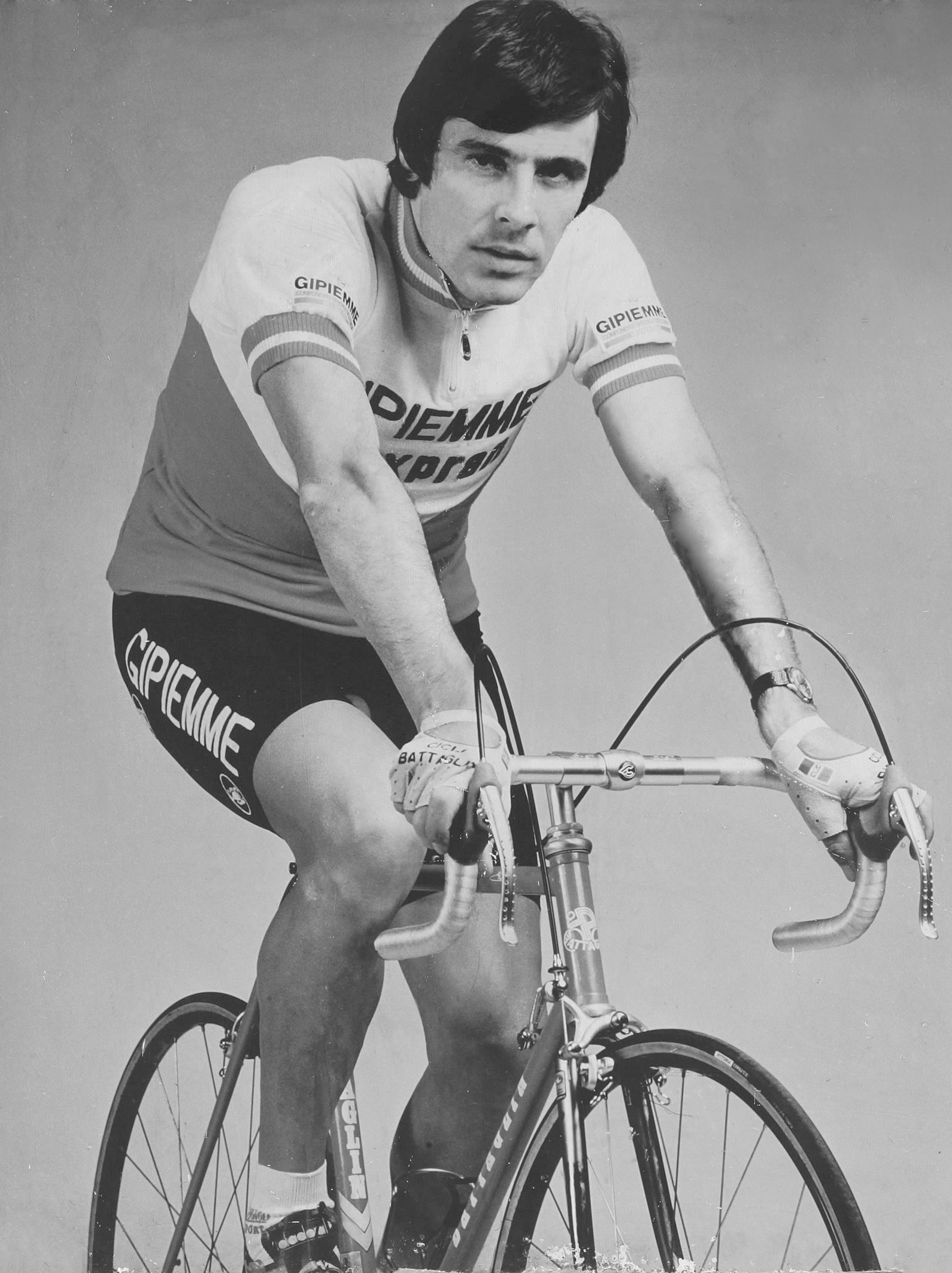
Giovanni Battaglin (* 1951)

- Battaglini, Antonio (1845–1923), Schweizer Anwalt, Journalist und Politiker (FDP)
- Battaglini, Carlo (1812–1888), Schweizer Politiker, Gemeindepräsident von Lugano, Grossrat, Nationalrat und Ständerat
- Battaglini, Francesco (1823–1892), italienischer Geistlicher, Erzbischof von Bologna und Kardinal der römisch-katholischen Kirche
- Battaglini, Giuseppe (1826–1894), italienischer Mathematiker
- Battagliola, Robert (1896–1935), französischer Autorennfahrer
- Battah, Jihad (* 1956), syrischer katholischer Erzbischof von Damaskus
- Battalgil, Fahire (1902–1948), türkische Ichthyologin und Hochschullehrerin
- Battalino, Christopher (1908–1977), US-amerikanischer Boxer im Federgewicht
- Battalio, Raymond (1938–2004), US-amerikanischer Ökonom
- Battani, al- († 929), arabischer Gelehrter
- Battara, Massimo (* 1963), italienischer Fußballtorhüter und Torwarttrainer
- Battarra, Giovanni Antonio (1714–1789), Priester, Mykologe und Botaniker

#### Batte
- Battegay, Edouard (* 1956), Schweizer Internist
- Battegay, Lionel (* 1997), Schweizer Youtuber
- Battegay, Manuel (* 1960), Schweizer InfektiologeManuel Battegay (* 1960)

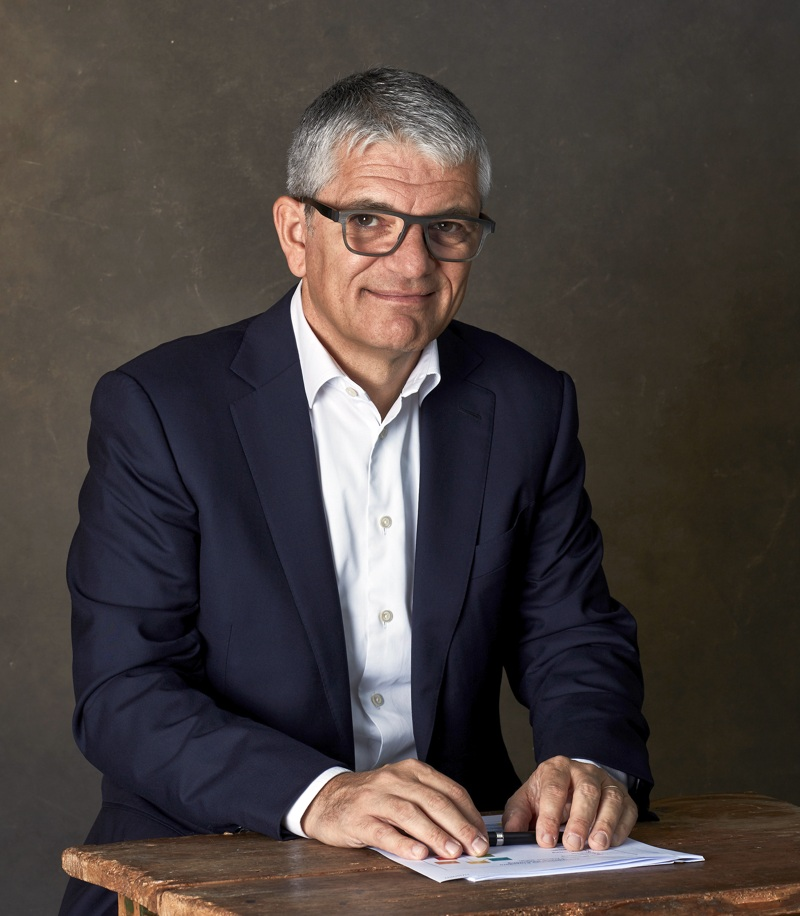
Manuel Battegay (* 1960)

- Battegay, Raymond (1927–2016), Schweizer Psychiater und Psychoanalytiker
- Battěk, Rudolf (1924–2013), tschechoslowakischer und tschechischer Soziologe und Politiker
- Battel, Albert (1891–1952), deutscher Rechtsanwalt, Oberleutnant der deutschen Wehrmacht und Gerechter unter den Völkern
- Battel, Carlo (* 1972), italienischer Skibergsteiger
- Battel, Edward, britischer Radsportler und Olympiateilnehmer
- Battelle, Ann (* 1968), US-amerikanische Freestyle-Skisportlerin
- Battelle, Gordon (1883–1923), amerikanischer Unternehmer
- Battelli, Giulio (1904–2005), italienischer Archivar, Paläograf und Hochschullehrer
- Battelli, Guido (1869–1955), italienischer Schriftsteller
- Batten, Cyia (* 1972), US-amerikanische Schauspielerin, Tänzerin und ein Model
- Batten, George W. (1856–1922), US-amerikanischer Geschäftsmann und Politiker
- Batten, Gerard (* 1954), britischer Politiker, MdEP
- Batten, Guin (* 1967), britische Ruderin
- Batten, Haley (* 1998), US-amerikanische Mountainbikerin
- Batten, Jean (1909–1982), neuseeländische Fliegerin
- Batten, Jennifer (* 1957), US-amerikanische Gitarristin
- Batten, Joseph (1885–1955), britischer Pianist, Dirigent und ein früher Aktivist für Tonträgeraufnahmen in Großbritannien
- Batten, Kim (* 1969), US-amerikanische Hürdenläuferin
- Batten, Malcolm (* 1964), australischer Ruderer
- Batten, Miriam (* 1964), britische Ruderin
- Battenberg, Alice von (1885–1969), Schwiegermutter der Königin Elisabeth II. (Vereinigtes Königreich)Alice von Battenberg (1885–1969)

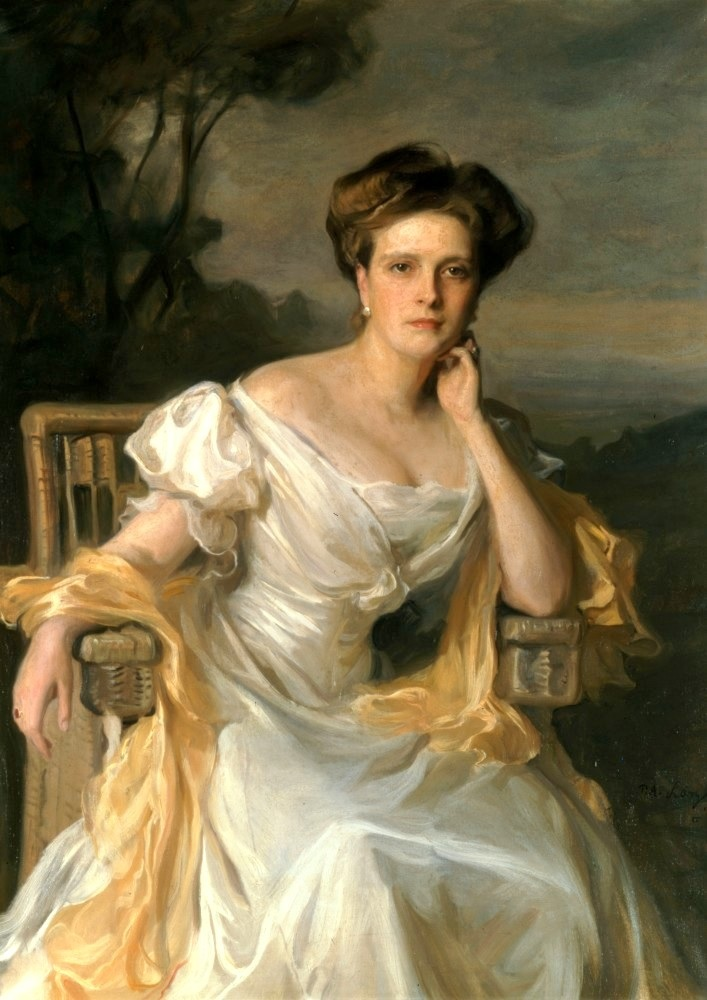
Alice von Battenberg (1885–1969)

- Battenberg, Ernst (1927–1992), deutscher Verleger
- Battenberg, Friedrich (* 1946), deutscher Jurist, Historiker und Archivar
- Battenberg, Heinrich Moritz von (1858–1896), deutscher Adliger
- Battenberg, Ludwig (1890–1964), deutscher Verwaltungsjurist
- Battenberg, Ludwig von (1854–1921), britisch-deutscher Admiral der Royal Navy
- Battenberg, Marie Karoline von (1852–1923), Prinzessin zu Battenberg, durch Heirat Fürstin zu Erbach-Schönberg
- Battenberg, Mathilde (1878–1936), deutsche Malerin
- Battenberg, Maurice von (1891–1914), britischer Prinz
- Battenberg, Ugi (1879–1957), deutscher Maler
- Battenberg, Victoria Eugénie von (1887–1969), Königin von SpanienVictoria Eugénie von Battenberg (1887–1969)

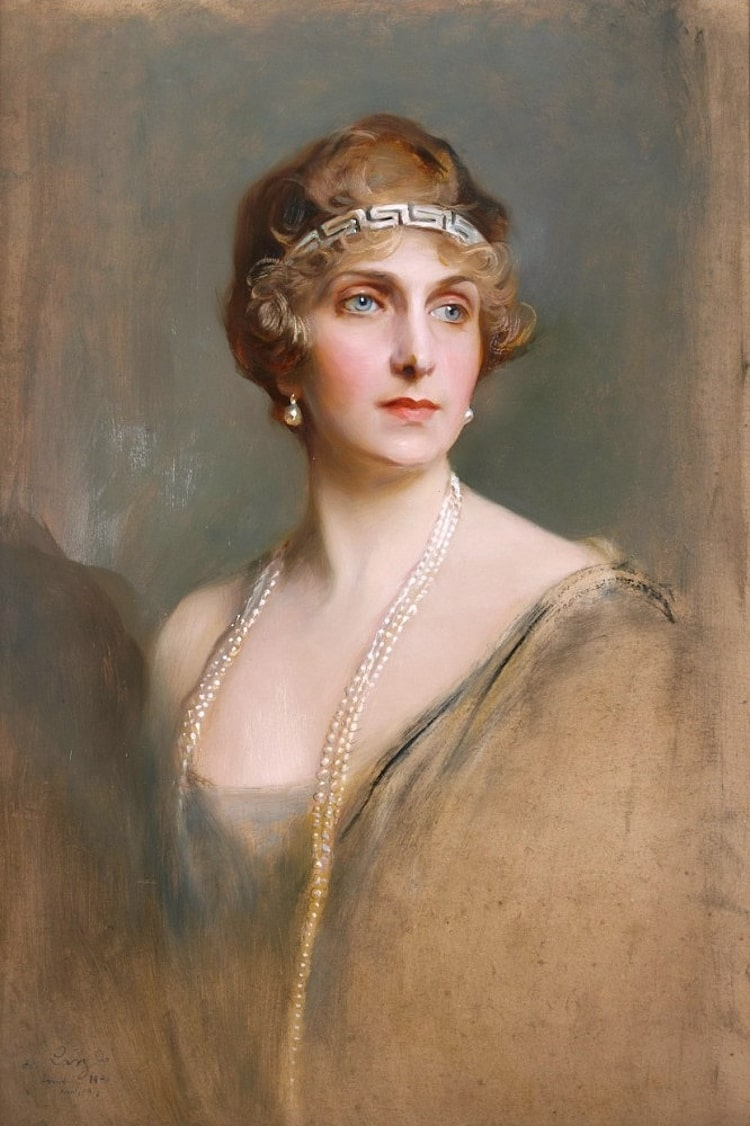
Victoria Eugénie von Battenberg (1887–1969)

- Battenfeld, Beate (* 1963), deutsche Historikerin und Archivarin
- Battenhausen, Ronald (* 1945), deutscher Politiker (SPD), MdL
- Battenstein, Thomas (1951–2023), deutscher Musiker (Gitarrist, Songwriter, Produzent)
- Batter, Doris (1929–2002), britische Sprinterin
- Batterbury, Simon (* 1963), britisch-australischer Geograph
- Batterham, Richard (1936–2021), britischer Keramiker
- Battermann, Ben Connar (* 2004), deutscher Handballspieler
- Battermann, Florian (* 1973), deutscher Theaterautor, Regisseur, Schauspieler und Intendant
- Battermann, Hans (1860–1922), deutscher Astronom
- Battermann, Heinrich Gustav Konrad (1816–1882), Bürgermeister, Mitglied der kurhessischen Ständeversammlung
- Batters, Jeff (1970–1996), kanadischer Eishockeyspieler
- Battersby, Alan (1925–2018), britischer Chemiker
- Battersby, Gerard (* 1960), US-amerikanischer Geistlicher, römisch-katholischer Bischof von La Crosse
- Battersby, James (* 1958), australischer Ruderer
- Battersby, Robert (1924–2002), britischer Manager und Politiker, Mitglied des Europäischen Parlaments
- Battersby, Rodger (* 1957), britischer Basketballtrainer
- Battersby, Suzi, britische Maskenbildnerin
- Battersby, Sydney (1887–1974), britischer Schwimmer
- Battershill, William Denis (1896–1959), britischer Hochkommissar in Palästina und Kolonialgouverneur von Zypern und Tanganjika
- Battes, Robert (* 1932), deutscher Rechtswissenschaftler
- Battesini, Fabio (1912–1987), italienischer Radrennfahrer
- Batteux, Albert (1919–2003), französischer Fußballtrainer und Fußballspieler
- Batteux, Charles (1713–1780), französischer Ästhetiker
- Batteux, Hans (1885–1961), deutscher Opernsänger (Tenor)

#### Batth
- Batthyány, Ádám (1609–1659), ungarischer Magnat, Mitglied der Magnatenfamilie Batthyány
- Batthyány, Adam II. (1662–1703), ungarischer Feldherr und Adeliger
- Batthyány, Adam III. (1704–1782), ungarischer Magnat und Grundherr
- Batthyány, Alexander (* 1971), österreichischer Philosoph
- Batthyány, Anton Josef (1762–1828), ungarischer Magnat und Grundherr
- Batthyány, Balthasar (1543–1590), General im Kampf gegen die Türken
- Batthyány, Christoph II. (1637–1687), ungarischer Feldherr und Adeliger
- Batthyány, Franz II. (1577–1625), ungarischer Magnat, Mitglied der Magnatenfamilie Batthyány
- Batthyány, Franziska (1783–1861), österreich-ungarische Adlige
- Batthyány, Ignác (1741–1798), römisch-katholischer Bischof
- Batthyány, Josef (1727–1799), ungarischer Bischof
- Batthyány, Karl Josef (1697–1772), österreichischer General und Feldmarschall ungarischer Herkunft
- Batthyány, Kázmér (1807–1854), ungarischer Großgrundbesitzer, Politiker und Außenminister
- Batthyány, Lajos (1807–1849), ungarischer Magnat und MinisterpräsidentLajos Batthyány (1807–1849)

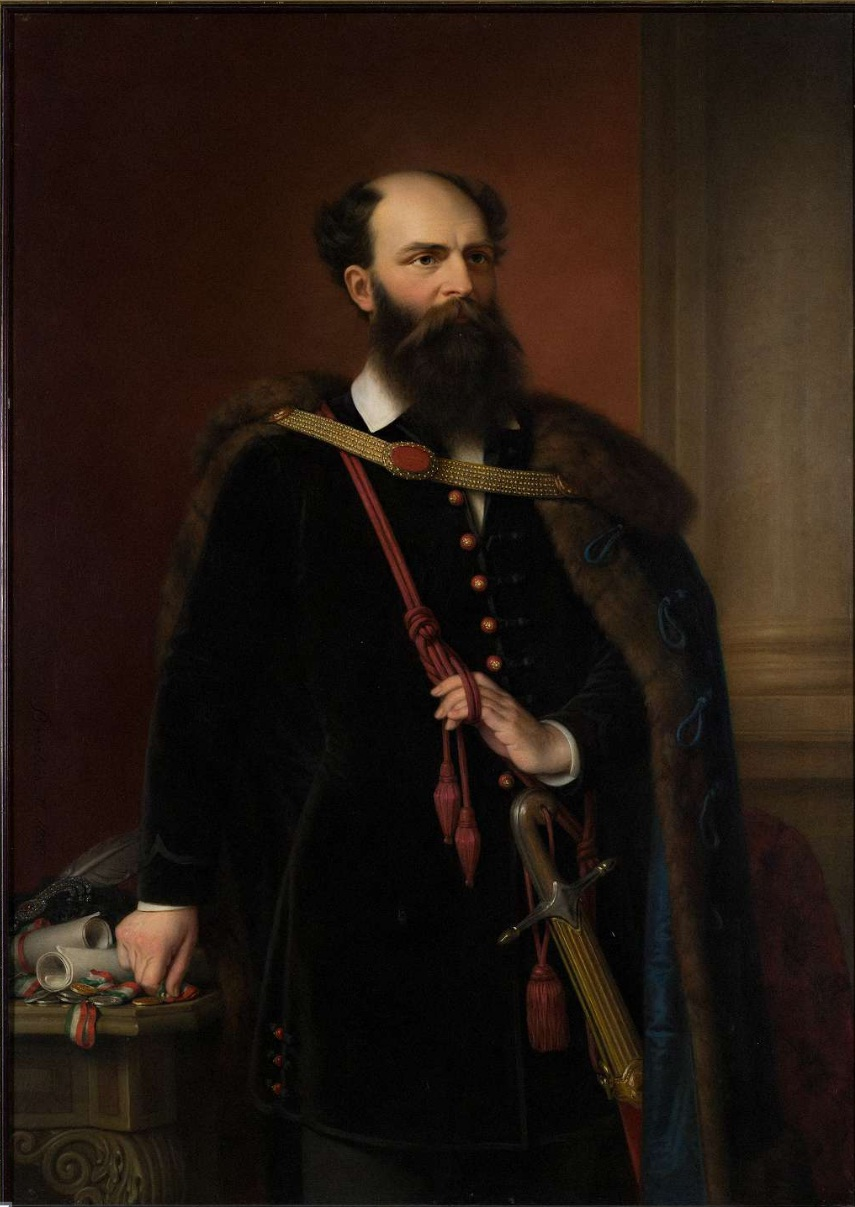
Lajos Batthyány (1807–1849)

- Batthyány, Lajos (1860–1951), ungarischer Politiker, Obergespan und Gouverneur von Fiume
- Batthyány, Ludwig (1696–1765), ungarischer Hofkanzler und Palatin
- Batthyány, Margit von (1911–1989), österreichische Adlige, Tochter von Heinrich Thyssen
- Batthyány, Paul I. (1639–1674), ungarischer Magnat und Grundherr
- Batthyány, Philipp (* 1968), deutschsprachiger Philosoph
- Batthyány, Philipp I. (1734–1795), ungarischer Soldat und Grundherr
- Batthyany, Sacha (* 1973), Schweizer Journalist und Autor
- Batthyány, Sigmund I. (1673–1726), ungarischer Magnat und Grundherr
- Batthyány, Sigmund II. (1712–1777), ungarischer Magnat und Grundherr
- Batthyány, Theodor (1729–1812), ungarischer Magnat und Grundherr
- Batthyány, Tivadar (1859–1931), ungarischer Politiker
- Batthyány, Vilmos (1870–1923), ungarisch-slowakischer Geistlicher
- Batthyány, Vince (1772–1827), ungarischer Staatsmann und Topograf
- Batthyány-Stratmann, Eleonore († 1741), Wiener Hofdame und enge Vertraute von Prinz Eugen von Savoyen
- Batthyány-Strattmann, Adam Wenzel (1722–1787), ungarischer Magnat und Grundherr
- Batthyány-Strattmann, Edmund (1826–1914), Segelsportler
- Batthyány-Strattmann, Gustav (1803–1883), ungarischer Graf und Pferdezüchter
- Batthyány-Strattmann, Ladislaus (1870–1931), ungarischer Chirurg, PhilanthropLadislaus Batthyány-Strattmann (1870–1931)

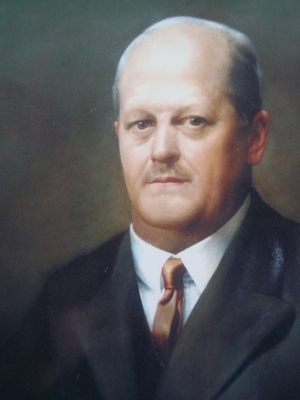
Ladislaus Batthyány-Strattmann (1870–1931)

- Batthyány-Strattmann, Philipp (1781–1870), ungarischer Magnat und Obergespan

#### Batti
- Batti, Jeannette (1921–2011), französische Schauspielerin
- Battiato, Franco (1945–2021), italienischer Liedermacher, Musiker, Maler und RegisseurFranco Battiato (1945–2021)

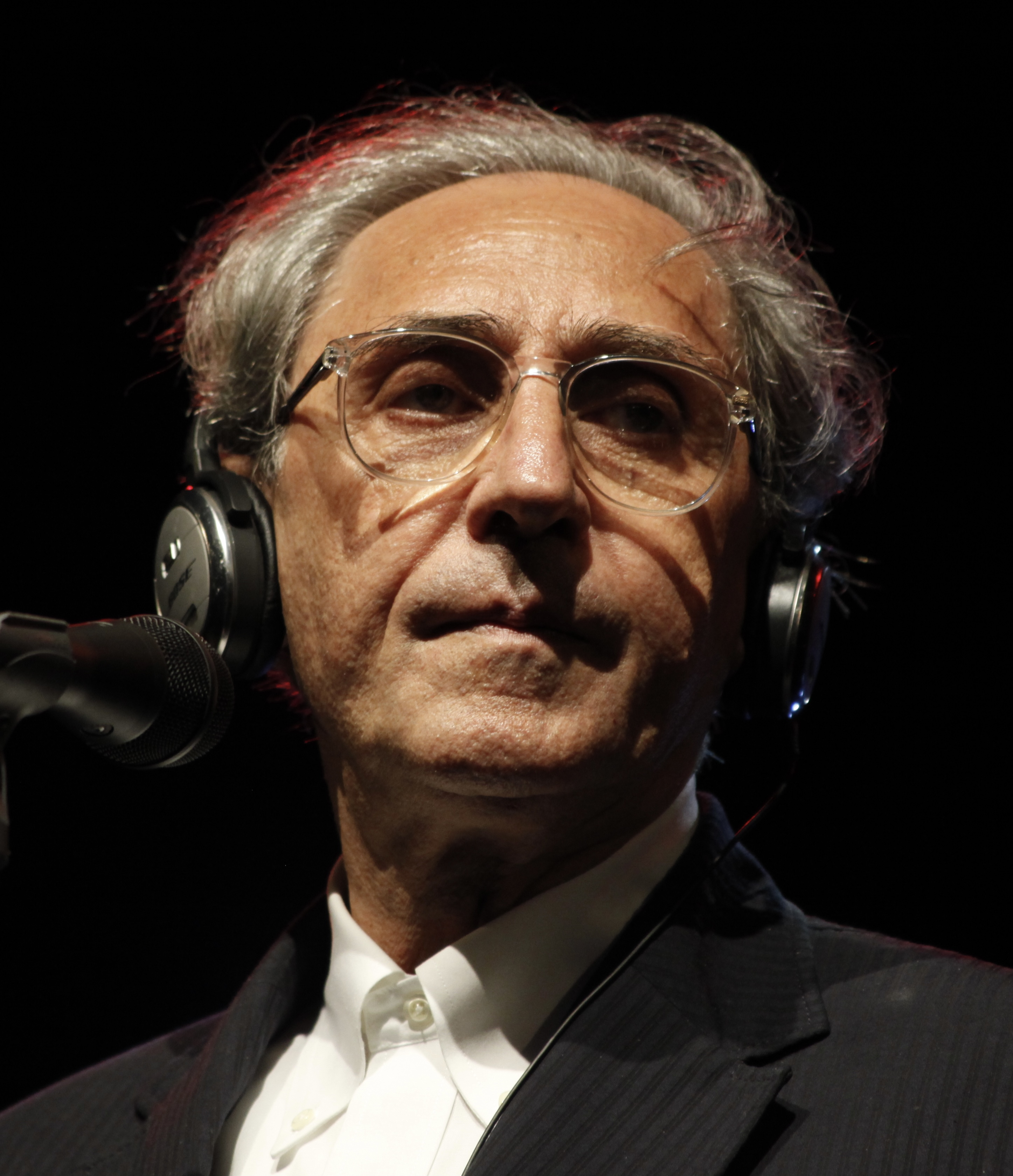
Franco Battiato (1945–2021)

- Battiato, Giacomo (* 1943), italienischer Regisseur und Drehbuchautor
- Battie, Tony (* 1976), US-amerikanischer Basketballspieler
- Battie, William (1703–1776), englischer Psychiater
- Battier, Andreas (1757–1793), Schweizer evangelischer Geistlicher und Pietist
- Battier, Jean (1537–1602), Seidenkrämer aus Frankreich und einer der Stammväter der Familie Battier in Basel
- Battier, Reinhard Emanuel (* 1744), Schweizer Bildhauer
- Battier, Shane (* 1978), US-amerikanischer Basketballspieler
- Battierius, Samuel (1667–1744), Schweizer Altphilologe und Mediziner
- Battiferri, Giulio (1893–1973), italienischer Schauspieler
- Battiferri, Laura (1523–1589), italienische Dichterin
- Battiferri, Luigi, italienischer Organist und Komponist des Barock
- Battig, Anton (1832–1896), österreichischer Brückenbautechniker
- Bättig, Benno (* 1966), Schweizer Diplomat
- Battig, Frank (1935–2015), österreichischer Fechter und Moderner Fünfkämpfer
- Bättig, Roland (* 1979), Schweizer Fussballspieler
- Bättig, Rosa (1825–1855), Schweizer Kapuzinerin
- Battig, Rudolf (1883–1957), deutscher Bergbau-Ingenieur und -Manager
- Battikha, Isidore (* 1950), syrischer Geistlicher, emeritierter Erzbischof von Homs
- Battilana, Marco (* 1976), Schweizer Curler
- Battilani, Henri (* 1994), italienischer Skirennläufer
- Battilocchio, Alessandro (* 1977), italienischer Politiker, MdEP
- Battin, James Franklin (1925–1996), US-amerikanischer Jurist und Politiker
- Battin, Skip (1934–2003), US-amerikanischer Country-Rock-Sänger und -BassistSkip Battin (1934–2003)

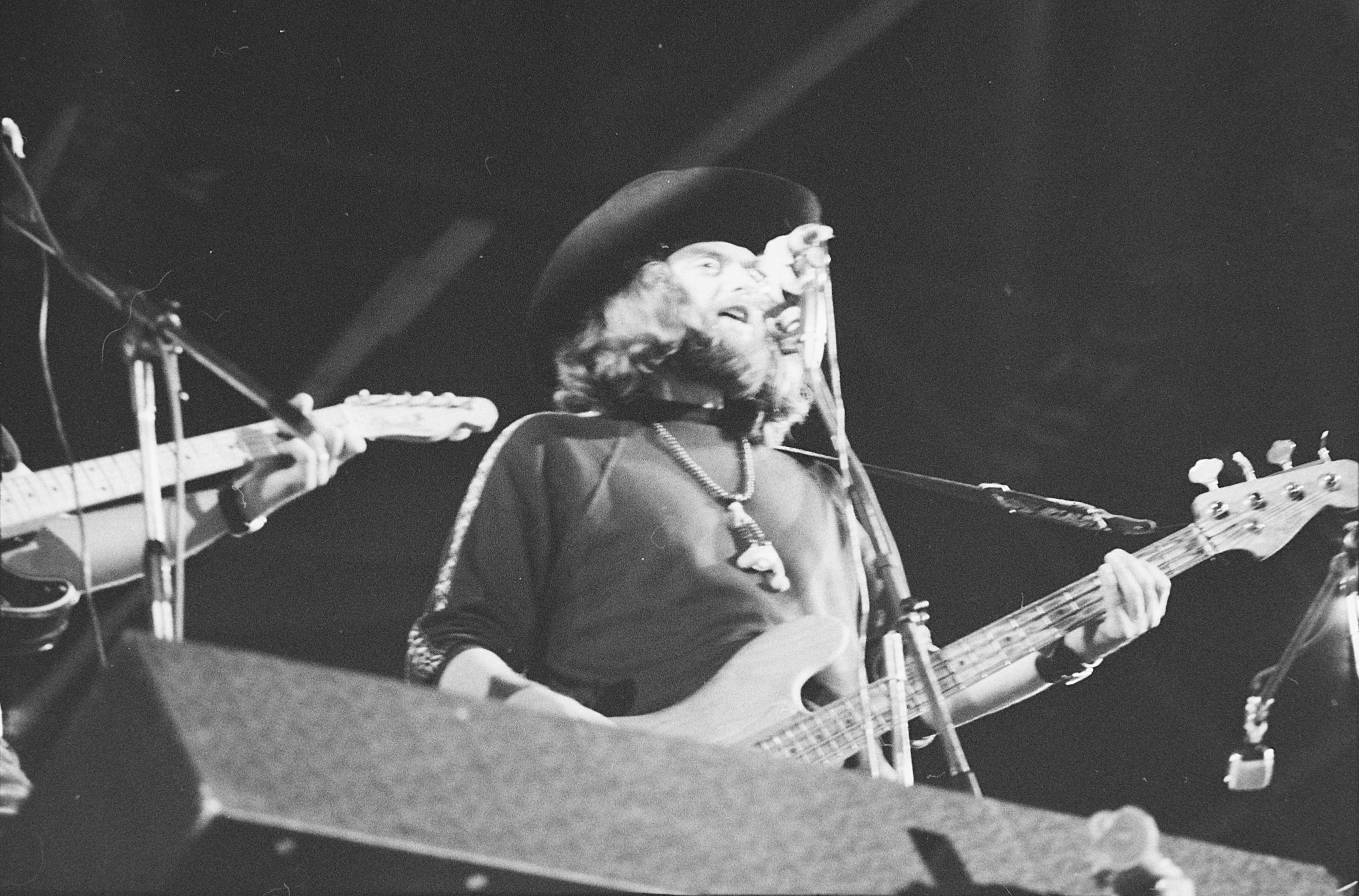
Skip Battin (1934–2003)

- Battis, Ulrich (* 1944), deutscher Rechtswissenschaftler
- Battiscombe, Christopher (* 1940), britischer Diplomat
- Battiscombe, Georgina (1905–2006), britische Biografin
- Battiss, Walter (1906–1982), südafrikanischer Maler und Buchautor
- Battista, Gérard de (* 1946), französischer Kameramann
- Battista, Hans (1915–1995), österreichischer Mediziner und SS-Führer
- Battista, Lloyd (* 1937), US-amerikanischer Schauspieler und Drehbuchautor
- Battista, Miriam (1912–1980), US-amerikanische Schauspielerin, Sängerin, Komponistin, Autorin und Fernsehmoderatorin
- Battiste, Harold (1931–2015), amerikanischer Saxophonist, Musikproduzent, Arrangeur und Songwriter
- Battiste, Sharon (* 1991), deutsche Schauspielerin
- Battistel, Marie-Noëlle (* 1956), französische Politikerin
- Battistella, Antonio (1912–1980), italienischer Schauspieler
- Battistella, Giorgio (1931–2024), italienischer Automobildesigner
- Battistella, Marco (* 1986), luxemburgischer Toningenieur und Produzent
- Battistella, Samuele (* 1998), italienischer Radrennfahrer
- Battistelli, Francesca (* 1985), US-amerikanische Sängerin des Christian Pop
- Battistelli, Giorgio (* 1953), italienischer Komponist
- Battistelli, Giovanni (1933–2011), italienischer Ordensgeistlicher und Kustos des Heiligen Landes
- Battistelli, Stefano (* 1970), italienischer Schwimmer
- Battistessa, Ángel José (1902–1993), argentinischer Romanist, Hispanist, Französist, Italianist, Germanist, Anglist und Übersetzer
- Battisti, Alfredo (1925–2012), italienischer Geistlicher, römisch-katholischer Erzbischof von Udine
- Battisti, Anuar (* 1953), brasilianischer Geistlicher und emeritierter römisch-katholischer Erzbischof von Maringá
- Battisti, Barbara, österreichische Journalistin
- Battisti, Carlo (1882–1977), italienischer Romanist, Italianist und Toponomastiker
- Battisti, Carlo (* 1910), österreichischer Maler und Graphiker
- Battisti, Cesare (1875–1916), österreichischer Abgeordneter, Offizier in der italienischen Armee und IrredentistCesare Battisti (1875–1916)

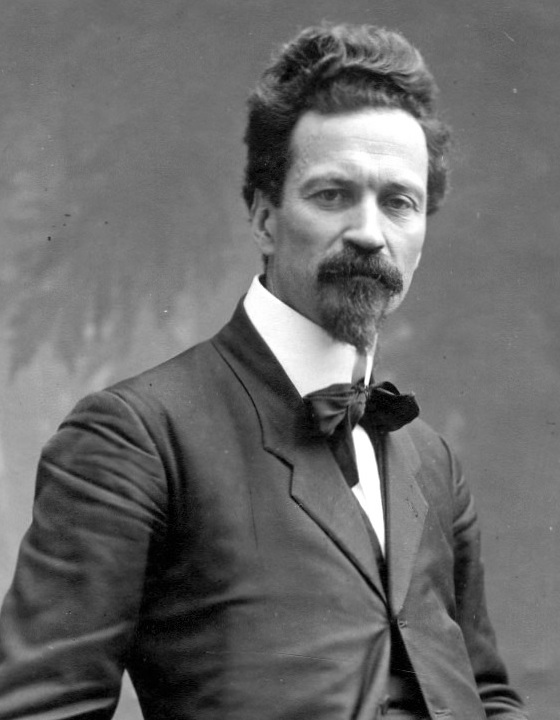
Cesare Battisti (1875–1916)

- Battisti, Cesare (* 1954), italienischer Terrorist und Autor
- Battisti, Eugenio (1924–1989), italienischer Kunsthistoriker und -kritiker
- Battisti, Franz Xaver (1865–1933), österreichischer Opernsänger (Tenor) und Gesangspädagoge
- Battisti, Lucio (1943–1998), italienischer Sänger und Liedschreiber
- Battisti, Romano (* 1986), italienischer Ruderer
- Battisti, Siegfried (* 1944), italienischer katholischer Philosoph
- Battistini, Alfredo (1953–2008), italienisch-schweizerischer Bildhauer, Zeichner und Sportler
- Battistini, Dillon (* 1977), britischer Rennfahrer
- Battistini, Graziano (1936–1994), italienischer Radrennfahrer
- Battistini, Manuel (* 1994), san-marinesischer Fußballspieler
- Battistini, Mattia (1856–1928), italienischer Opern- und Konzertsänger (Bariton)
- Battiston, Giuseppe (* 1968), italienischer Schauspieler
- Battiston, Lino (* 1953), deutscher Liedermacher und Gitarrist
- Battiston, Patrick (* 1957), französischer Fußballspieler
- Battistone, Brian (* 1979), US-amerikanischer Tennisspieler
- Battistone, Dann (* 1976), US-amerikanischer Tennisspieler
- Battistoni, Andrea (* 1987), italienischer Dirigent, Komponist und Cellist

#### Battk
- Battke, Ada (* 1879), deutsche Schriftstellerin
- Battke, Anna (* 1985), deutsche Leichtathletin
- Battke, Heinz (1900–1966), deutscher Maler, Grafiker und Zeichner

#### Battl
- Battle, Anavia (* 1999), US-amerikanische Sprinterin
- Battle, Bobby (* 1944), US-amerikanischer Jazz-Schlagzeuger
- Battle, Cullen Andrews (1829–1905), US-amerikanischer Brigadegeneral der Konföderierten Armee im Amerikanischen Bürgerkrieg
- Battle, Edgar (1907–1977), US-amerikanischer Jazzmusiker
- Battle, Helen (1903–1994), kanadische Zoologin und Hochschullehrerin
- Battle, Hinton (1956–2024), US-amerikanischer Schauspieler und Tänzer
- Battle, John S. (1890–1972), US-amerikanischer Politiker
- Battle, Jordan (* 2000), US-amerikanischer American-Football-Spieler
- Battle, Kathleen (* 1948), US-amerikanische Opernsängerin (Sopran)
- Battle, Laurie C. (1912–2000), US-amerikanischer Soldat, Rechtsanwalt und Politiker
- Battle, Lucius D. (1918–2008), US-amerikanischer Diplomat
- Battle, Maya (* 2003), US-amerikanische Tennisspielerin
- Battle, Talor (* 1988), US-amerikanischer Basketballspieler
- Battle, Texas (* 1980), US-amerikanischer Schauspieler
- Battle, William Henry (1855–1936), englischer Chirurg
- Battle-Baptiste, Whitney, US-amerikanische Anthropologin
- BattleBoi Basti (* 1984), deutscher RapperBattleBoi Basti (* 1984)

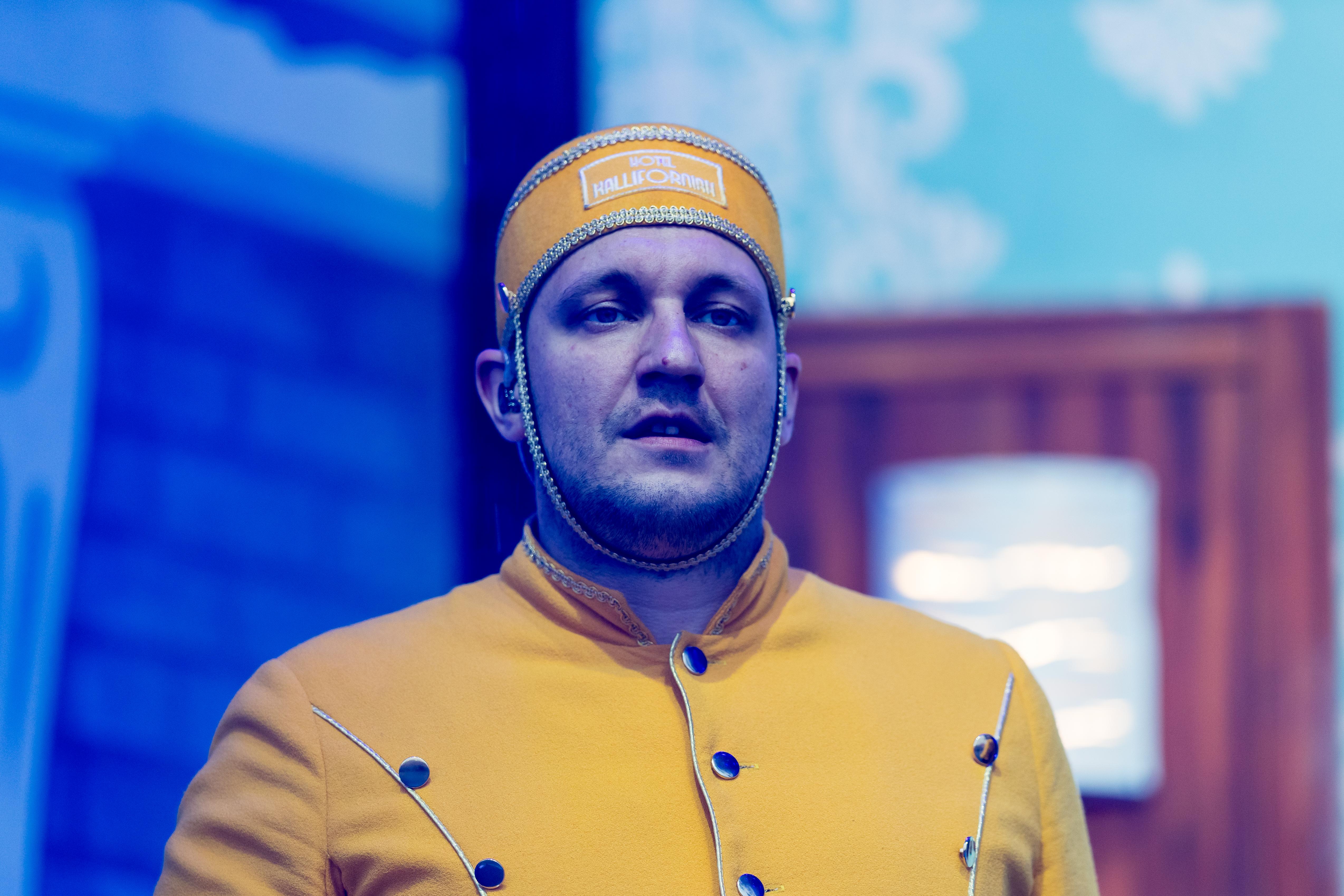
BattleBoi Basti (* 1984)

- Battlehner, Ferdinand (1824–1906), deutscher Arzt
- Battlehner, Wilhelm von (1906–1992), österreichischer Kunstmaler
- Battles, Barney (1875–1905), schottischer Fußballspieler
- Battles, Cliff (1910–1981), US-amerikanischer American-Football-Spieler und -Trainer
- Battley, David (1935–2003), britischer Schauspieler
- Battlogg, Ignaz (1925–1981), österreichischer Politiker (ÖVP), Landtagsabgeordneter

#### Battm
- Battmann, Jacques-Louis (1818–1886), französischer Komponist und Organist

#### Batto
- Battocchi, Francesco (* 1997), italienischer Grasskiläufer
- Battocchi, Matteo (* 1993), italienischer Grasskiläufer
- Battocletti, Nadia (* 2000), italienische LeichtathletinNadia Battocletti (* 2000)

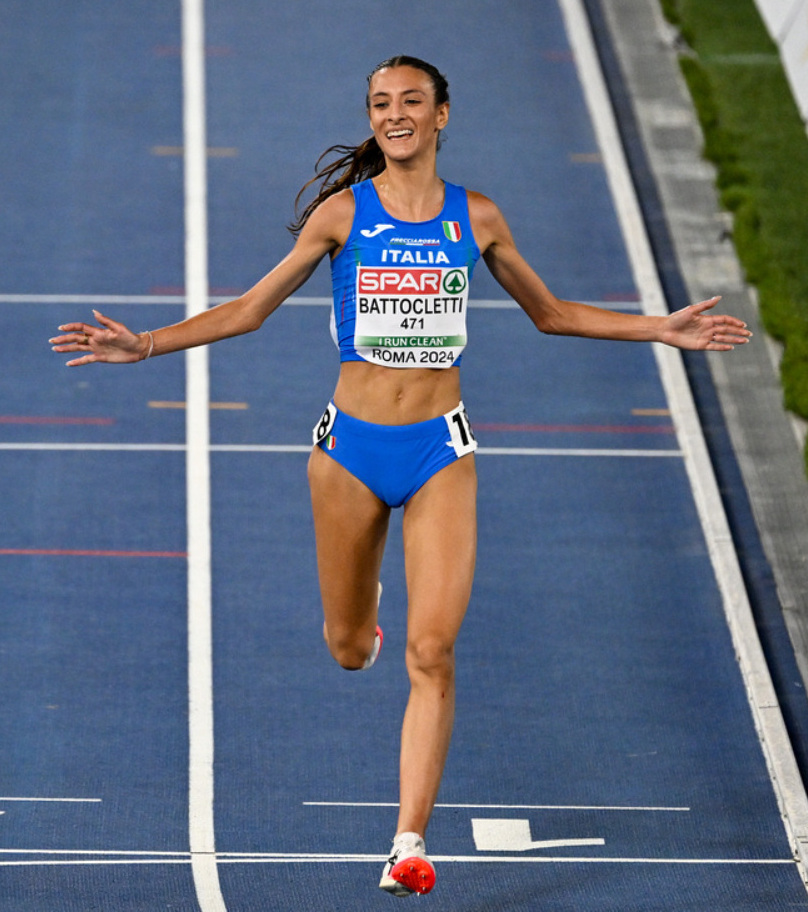
Nadia Battocletti (* 2000)

- Batton, Désiré-Alexandre (1798–1855), französischer Komponist
- Battonn, Johann Georg (1740–1827), deutscher Historiker und katholischer Priester
- Battör, Tömöriin (* 1954), mongolischer Boxer
- Battos I., Gründer der Kolonie Kyrene
- Battos II., König von Kyrene
- Battos III., König von Kyrene
- Battos IV., König von Kyrene

#### Battr
- Battrick, Gerald (1947–1998), britischer Tennisspieler

#### Batts
- Batts, Michael S. (1929–2014), britischer Germanist und Mediävist
- Batts, Ray (1925–2015), US-amerikanischer Country-Musiker
- Batts, Will (1904–1954), US-amerikanischer Bluessänger und Musiker (Geige, Gitarre)
- Battschimeg, Migeddordschiin (1973–2020), mongolische Diplomatin und Politikerin
- Battsek, John (* 1963), britischer Filmproduzent
- Battsetseg, Baatarchüügiin (* 1976), mongolische Langstreckenläuferin
- Battsetseg, Batmönchiin (* 1973), mongolische Politikerin und Ministerin für
- Battsetseg, Sorondsonboldyn (* 1990), mongolische Ringerin

#### Battu
- Battu, Léon (1829–1857), französischer Librettist und Vaudevillist
- Battulga, Chaltmaagiin (* 1963), mongolischer Politiker
- Battulga, Dambadschantsagiin (* 1968), mongolischer Skilangläufer
- Battungalag, Gankhuurai, mongolische Diplomatin
- Battus, Abraham (1606–1674), deutscher evangelischer Theologe, Generalsuperintendent von Schwedisch-Pommern
- Battus, Bartholomäus (1571–1637), deutscher evangelischer Theologe
- Battus, Levinus (1545–1591), deutscher Mediziner
- Battut, Michèle (* 1946), französische Malerin, Lithografin und Bildhauerin

#### Batty
- Batty, Cynthia Hollandsworth (* 1956), US-amerikanische Schriftgestalterin
- Batty, David (* 1968), englischer Fußballspieler
- Batty, Emily (* 1988), kanadische Cross-Country Mountain Bikerin
- Batty, Grant (* 1951), neuseeländischer Rugby-Union-Spieler
- Batty, Jason (* 1971), neuseeländischer Fußballtorwart
- Batty, Mark (* 1986), kanadischer Cyclocross- und Straßenradrennfahrer
- Batty, Mel (1940–2011), britischer Langstreckenläufer
- Batty, Robert (1789–1848), britischer Maler, Zeichner, Illustrator, Aquarellist und Radierer
- Battyan, Alexius (1921–2011), österreichischer Militär, zuletzt General

### Batu
- Batu Khan (1205–1255), Khan der Goldenen HordeBatu Khan (1205–1255)

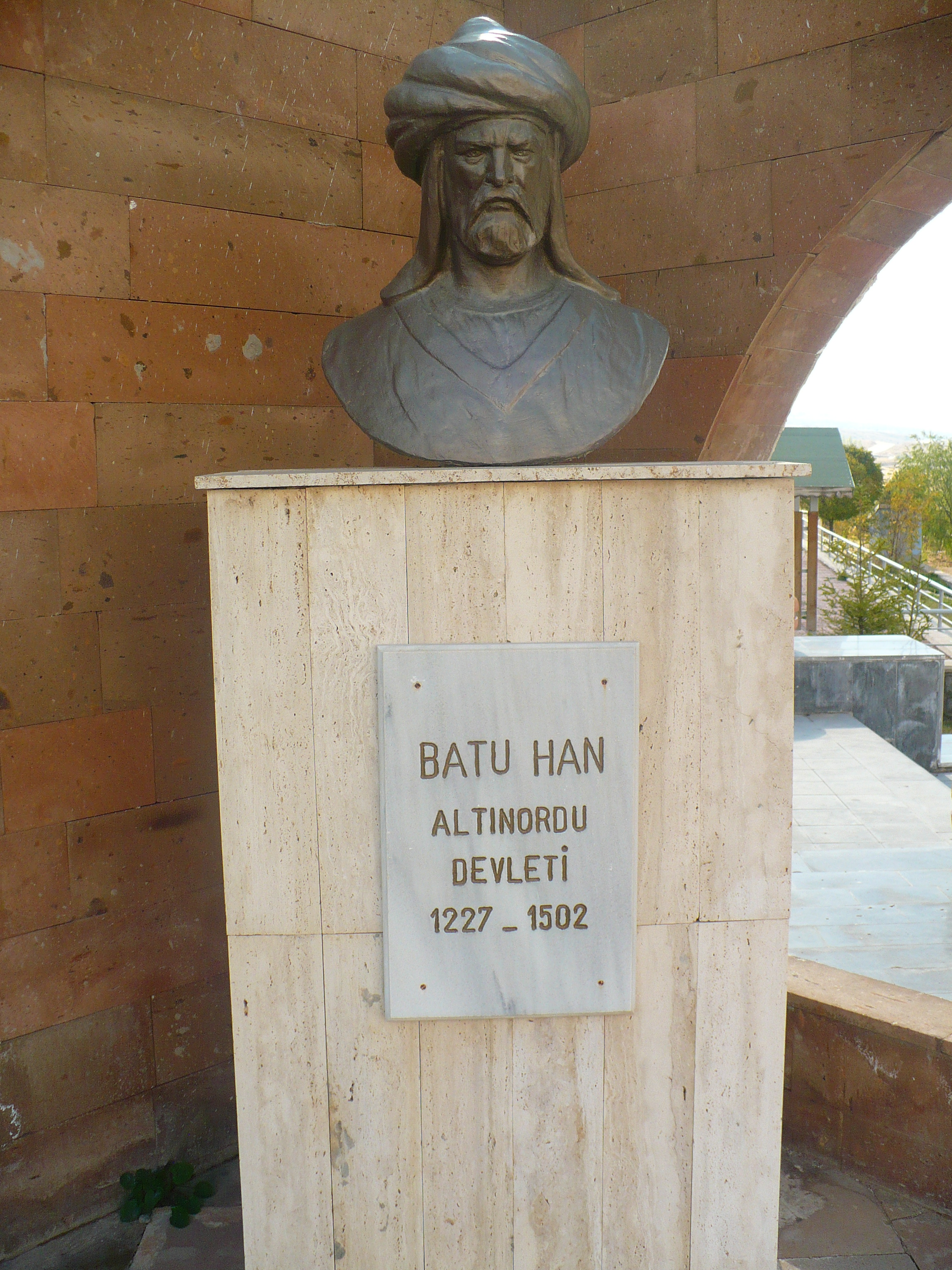
Batu Khan (1205–1255)

- Batu, İnal (1936–2013), türkischer Diplomat und Politiker
- Batu, Jennifer (* 1993), kongolesische Hammerwerferin
- Batubinsika, Dylan (* 1996), kongolesisch-französischer Fußballspieler
- Batuello, Thomas (* 1994), US-amerikanischer Schauspieler und Musiker
- Batujew, Anton Wjatscheslawowitsch (* 1985), russischer Skeletonsportler
- Batukezanga, Zamenga (1933–2000), kongolesischer Schriftsteller
- Batukov, Juri (* 1962), russischer Opernsänger (Bariton)
- Batum, Nicolas (* 1988), französischer BasketballspielerNicolas Batum (* 1988)

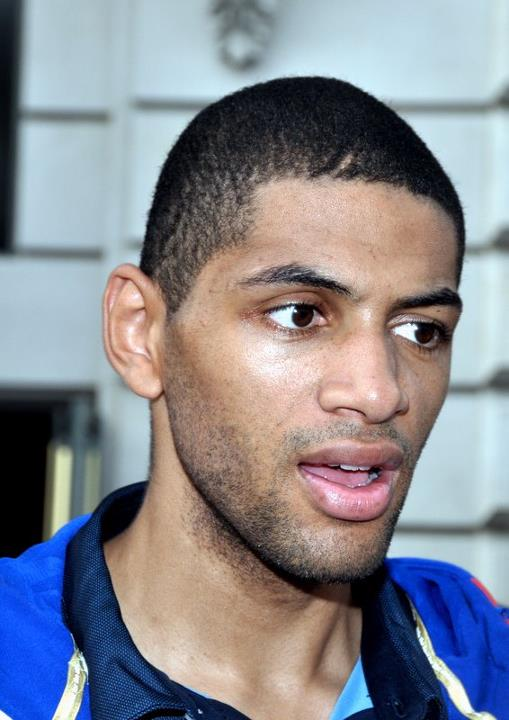
Nicolas Batum (* 1988)

- Batuman, Elif (* 1977), US-amerikanische Journalistin, Hochschullehrerin und Autorin
- Batunin, Maxim Alexejewitsch (* 1985), russischer Naturbahnrodler
- Batur, Dilmurat (* 1989), chinesischer Fußballspieler
- Batur, Enes (* 1998), türkischer Schauspieler und You-Tuber
- Batur, Enis (* 1952), türkischer Dichter, Romanautor, Essayist und Verleger
- Batura, Barys (* 1947), belarussischer Politiker, Parlamentspräsident
- Baturi, Giuseppe (* 1964), italienischer Geistlicher, römisch-katholischer Erzbischof von Cagliari und Generalsekretär der Italienischen Bischofskonferenz
- Baturich († 847), Bischof von Regensburg
- Baturin, Juri Michailowitsch (* 1949), russischer Kosmonaut und Politiker
- Baturin, Nikolai (1936–2019), estnischer Schriftsteller, Dichter und Dramatiker
- Baturina, Jekaterina Sergejewna (* 1992), russische Rennrodlerin
- Baturina, Jelena Nikolajewna (* 1963), russische Unternehmerin
- Baturina, Martin (* 2003), kroatischer Fußballspieler
- Baturo, Waleri Nikolajewitsch (* 1970), sowjetischer Radsportler
- Baturow, Bobo-Usmon (* 1994), usbekischer Boxer
- Batut, Arthur (1846–1918), französischer Fotograf und Luftbildpionier
- Batut, Jean-Pierre (* 1954), französischer römisch-katholischer Geistlicher, Weihbischof in Toulouse
- Batuz (* 1933), argentinischer Künstler, Philosoph und Kulturaktivist

### Batx
- Batxi (* 1998), angolanischer Fußballspieler

### Baty
- Baty, Bill (1933–2015), britischer Radrennfahrer
- Baty, Charlie (1953–2020), amerikanischer Bluesmusiker
- Baty, Gaston (1885–1952), französischer Regisseur, Dramatiker und Theaterleiter
- Bátyai, Éva (* 1983), ungarische Schauspielerin
- Batygin, Konstantin Jurjewitsch (* 1986), russischer AstronomKonstantin Jurjewitsch Batygin (* 1986)

Konstantin Jurjewitsch Batygin (* 1986)

- Batyrau, Albert (* 1981), belarussischer Ringer
- Batyrev, Victor (* 1961), russischer Mathematiker
- Batyrew, Amir Renatowitsch (* 2002), russischer Fußballspieler
- Batyrgasijew, Albert Chanbulatowitsch (* 1998), russischer Boxer
- Batyrow, Sapar (* 1967), turkmenischer Schachspieler
- Batyrschin, Rafael Alijewitsch (* 1986), russischer Eishockeyspieler
- Batyschtschew, Stanislaw (1940–2011), sowjetischer Gewichtheber
- Batytė, Daiva (* 1980), litauische Schachspielerin

### Batz
- Batz de Trenquelléon, Adèle de (1789–1828), französische Ordensgründerin
- Batz, Daniel (* 1991), deutscher Fußballtorhüter
- Bätz, Ernst (1942–2001), deutscher Fußballspieler
- Batz, Eugen (1905–1986), deutscher Maler und Fotograf
- Bätz, Gerhard (* 1938), deutscher Restaurator und Miniaturist
- Batz, Hans (1927–1986), deutscher Politiker (SPD), MdB
- Bätz, Helmut (* 1923), deutscher Fußballspieler
- Bätz, Johann (1709–1770), deutsch-niederländischer Orgelbauer
- Bätz, Jonathan (1787–1849), niederländischer Orgelbauer
- Bätz, Kurt (1942–1987), deutscher Religionspädagoge
- Bätz, Lorenz (1889–1926), deutscher Filmregisseur und Produzent
- Bätz, Martin (1830–1885), deutscher Unternehmer und Landespolitiker
- Batz, Michael (* 1951), deutscher Autor, Dramaturg, Regisseur und Lichtkünstler
- Bätz, Regina (* 1944), deutsche Kostümbildnerin
- Batz, Richard (1894–1965), deutscher Politiker (RSF)
- Batz, Roland (* 1963), deutscher Priester, Generalvikar
- Bätz, Rudi (* 1944), deutscher Fußballspieler
- Batz, Rudolf (1903–1961), deutscher SS-Führer und Täter des Holocaust
- Batz, Simon († 1464), deutscher Jurist, Ratssyndikus in Lübeck und Frühhumanist
- Batz, Simon (* 2002), deutscher Leichtathlet
- Bätz, Tobias (* 1983), deutscher KochTobias Bätz (* 1983)

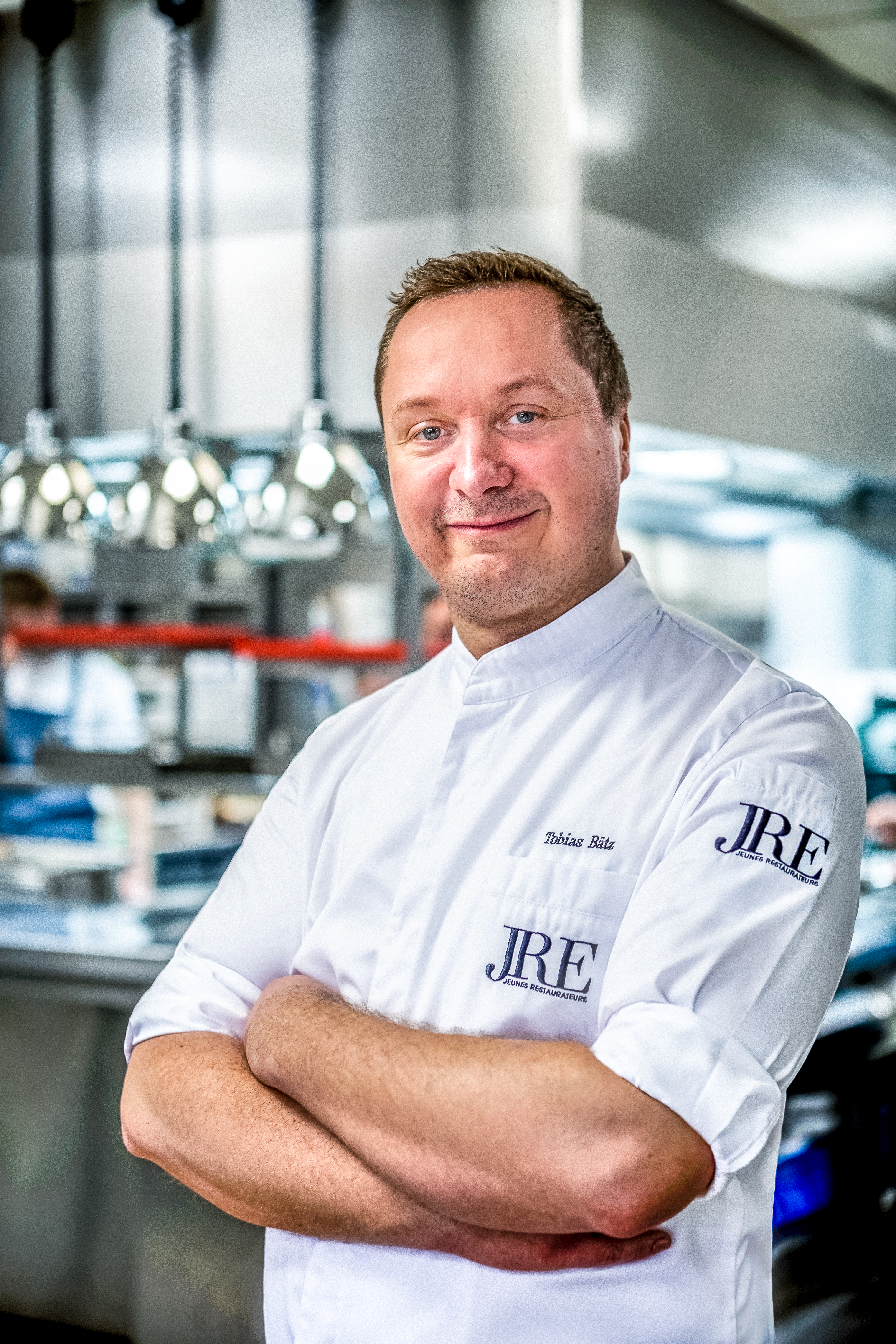
Tobias Bätz (* 1983)

- Batz, Wilhelm (1916–1988), deutscher Jagdflieger im Zweiten Weltkrieg
- Bätzel, Matthias (* 1966), deutscher Jazz-Organist
- Batzel, Ottomar (1900–1971), deutscher Politiker (CDU)
- Batzeli, Katerina (* 1958), griechische Politikerin (PASOK), MdEP
- Batzella, Luigi (1924–2008), italienischer Filmregisseur, Schauspieler, Drehbuchautor und Filmeditor
- Batzem, August (1889–1976), deutscher Volkssänger (Tenor) und Karnevalist
- Batzer, Ernst (1882–1938), deutscher Lehrer und Heimatforscher
- Batzer, Hans (1919–1990), deutscher Chemiker (Makromolekulare Chemie)
- Batzer, Maria (1877–1965), deutsche Schriftstellerin
- Batzer, Paul (* 1891), deutscher Politiker (NSDAP)
- Batzill, Albert (* 1952), deutscher Regattasegler
- Bätzing, Georg (* 1961), deutscher Geistlicher, Bischof von LimburgGeorg Bätzing (* 1961)

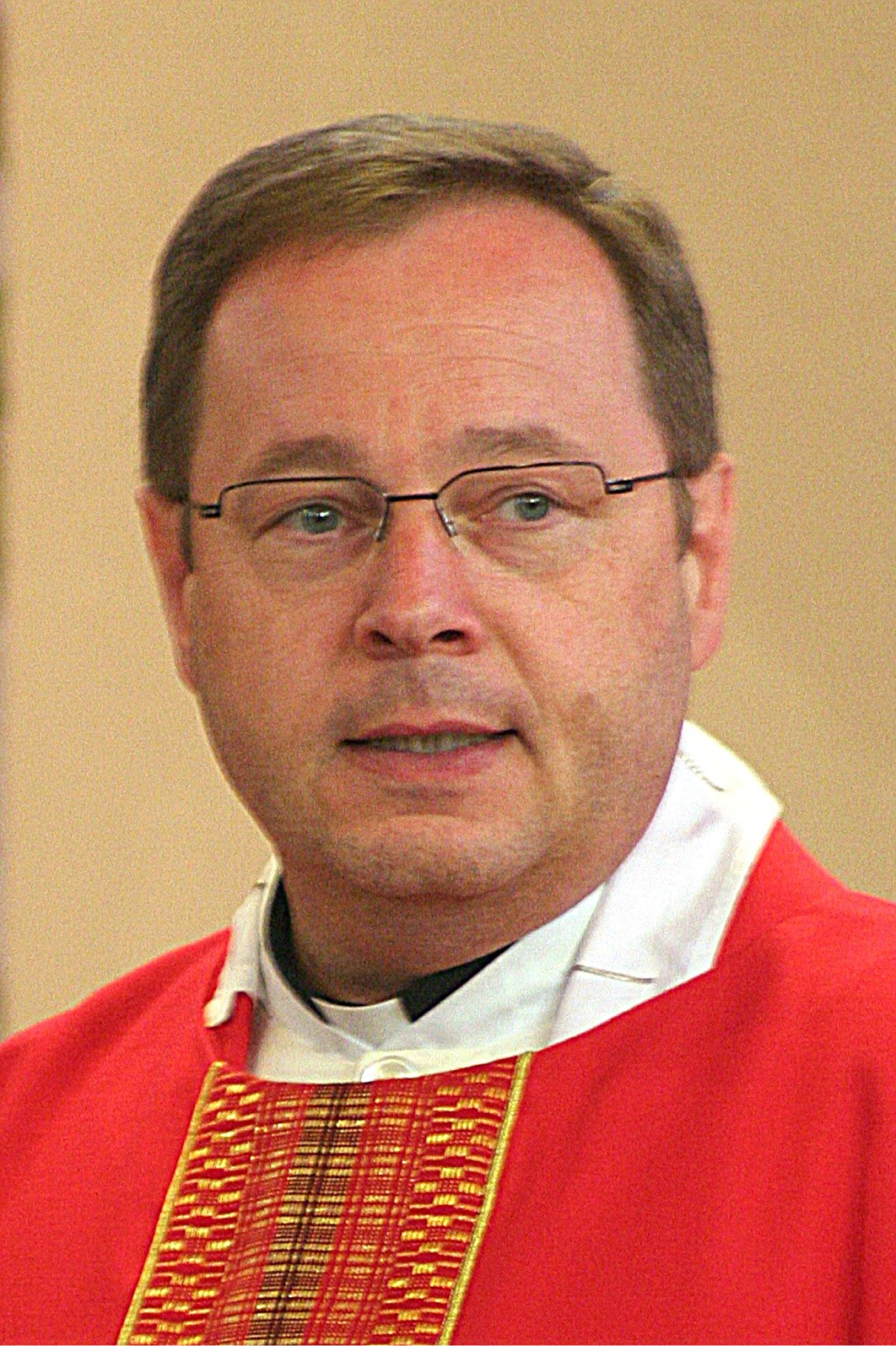
Georg Bätzing (* 1961)

- Bätzing, Werner (* 1949), deutscher Kulturgeograph, Professor an der Universität Erlangen-Nürnberg
- Bätzing-Lichtenthäler, Sabine (* 1975), deutsche Politikerin (SPD), MdB, MdL
- Batzl, Heribert (1918–2013), deutscher Lehrer und Heimatforscher
- Bätzner, Helmut (1928–2010), deutscher Architekt
- Batzner, Jay (* 1974), US-amerikanischer Komponist und Musikpädagoge
- Bätzner, Nick (* 2000), deutscher Fußballspieler
- Bätzner, Wilhelm von (1824–1893), württembergischer Oberamtmann und Präsident beim Innenministerium